# Album van Mevrouw Bosboom-Toussaint

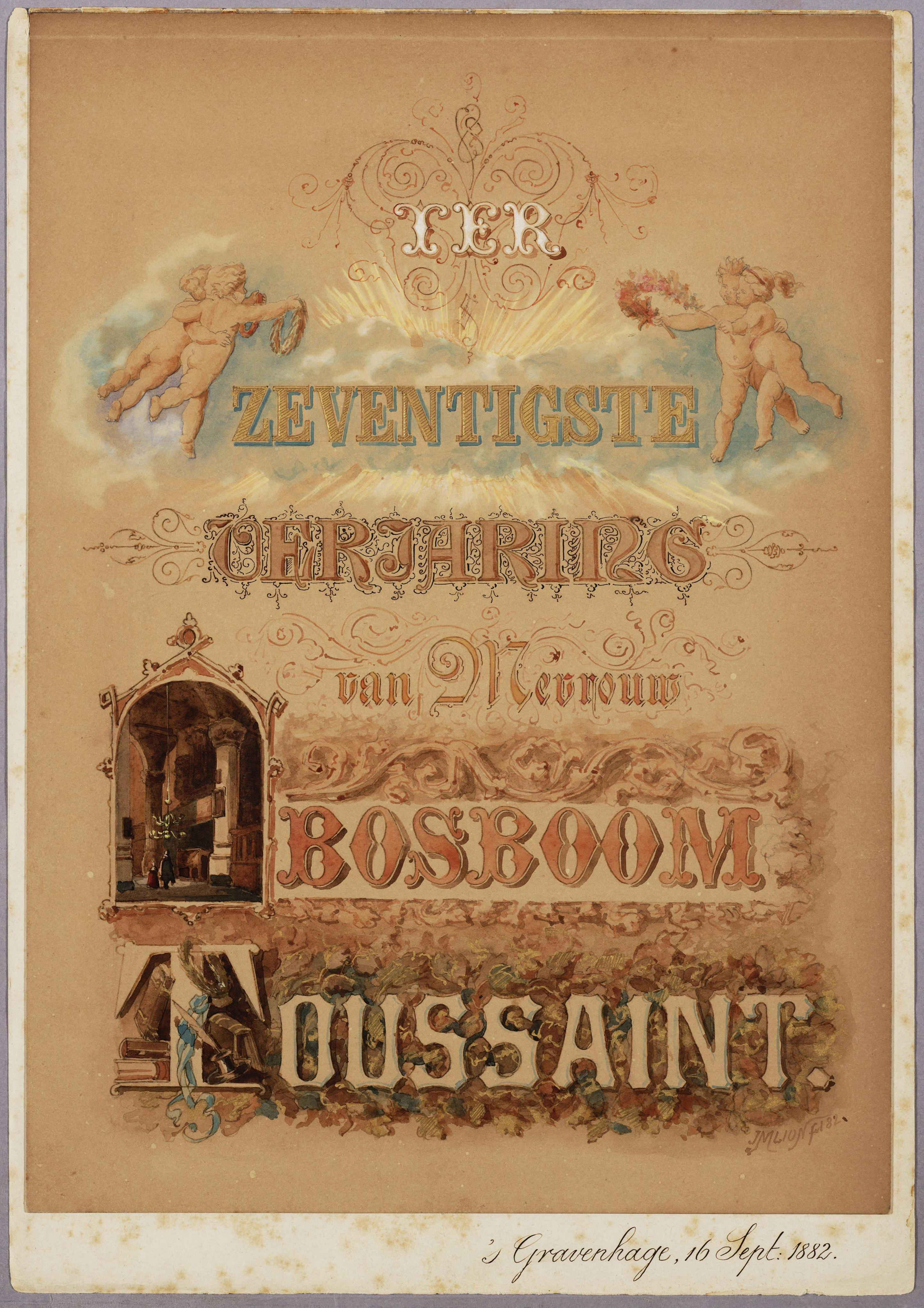
Ter zeventigste verjaring van Mevrouw Bosboom-Toussaint. Gekalligrafeerde tekst van J.M. Lion. Bij de letter B staat een kerkinterieur, verwijzend naar de schilderijen van Johannes Bosboom. Rond de T plaatste Lion boeken en schrijfgerei, daarmee verwijzend naar de activiteiten van Geertruida Bosboom-Toussaint.

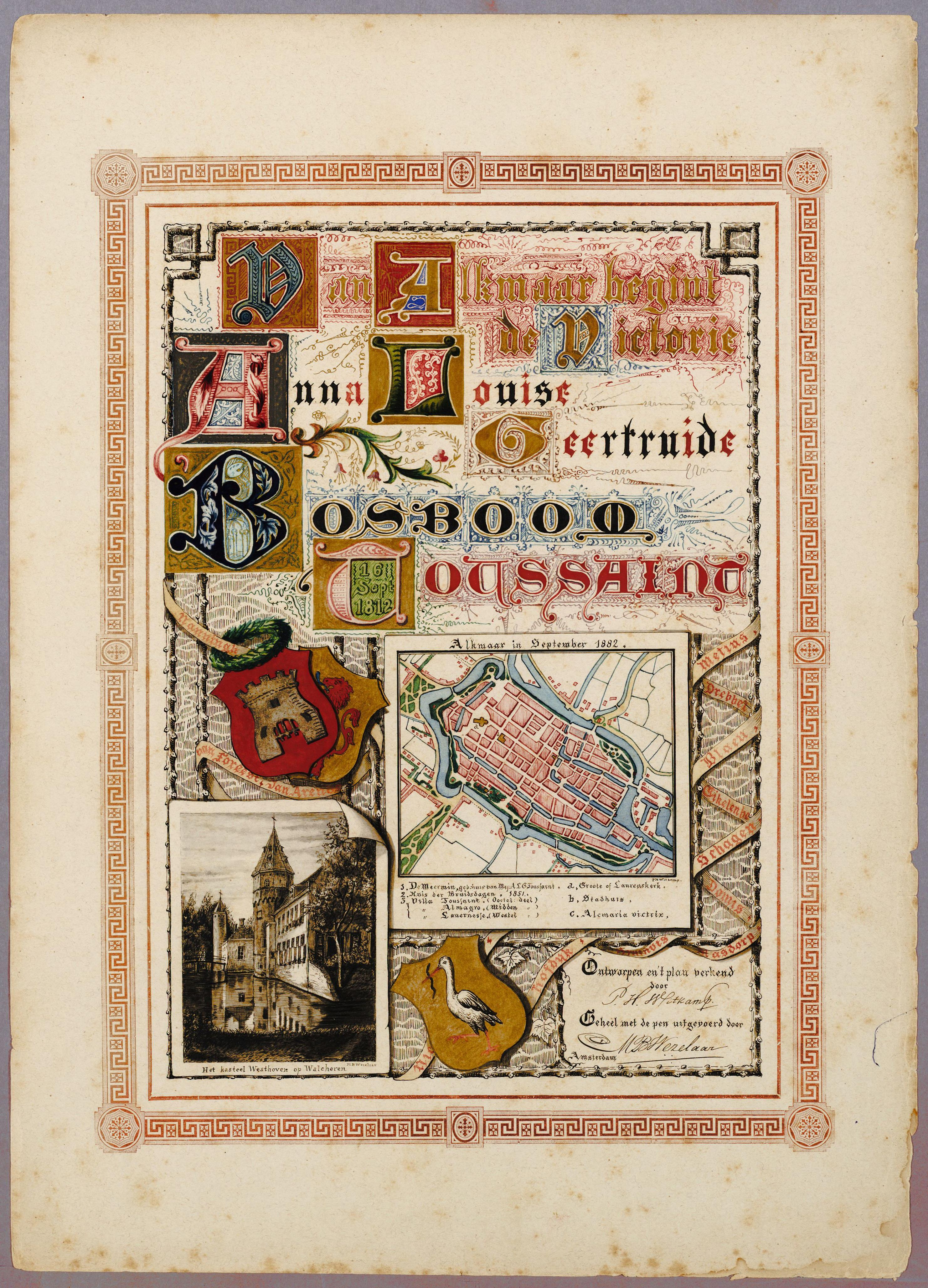
In Alkmaar begint de Victorie. Pentekening van Matthijs Wezelaar en P.H. Witkamp, waarop het geboortehuis en andere belangrijke plekken uit het leven van de schrijfster staan aangegeven.

Het Album van Mevrouw Bosboom-Toussaint is een Nederlands 19e-eeuws 'vriendenboek'. Het werd in 1882 kortweg 'Album' genoemd, recenter wordt het ook wel aangeduid als 'Album amicorum A.L.G. Bosboom-Toussaint'. Feitelijk is het een liber amicorum, een type van het album amicorum waarbij de eigenaar niet zelf aan vrienden vraagt een bijdrage te leveren, maar waarbij de bijdragen door anderen worden aangeboden als huldeblijk of herinnering. Het Album werd aangeboden Ter zeventigste verjaring van Mevrouw Bosboom-Toussaint, de Nederlandse schrijfster Geertruida Bosboom-Toussaint.

## Achtergrond
Geertruida Bosboom-Toussaint (1812-1886) was een bekend en gewaardeerd schrijfster in de tweede helft van de 19e eeuw. Ze was getrouwd met Johannes Bosboom (1817–1891), die als schilder een voorloper van de Haagse school was. 
Ter gelegenheid van de aanstaande zeventigste verjaardag van de schrijfster kwam in juni 1882 een aantal letterkundigen en bewonderaars naar Diligentia in Den Haag om te praten over een gezamenlijk huldeblijk. Het initiatief hiervoor was genomen door Jan ten Brink, Henri J. Stemberg en Arnold Werumeus Buning. Er werd onder andere gesproken over het laten maken van een buste van de schrijfster, of een gedenkpenning, maar men wilde vooral aansluiten bij wat Bosboom-Toussaint zou waarderen. Volgens intimi was zij erg te spreken geweest over de nationale hulde -in de vorm van een album met ruim 300 bijdragen- die de Belgische schrijver Hendrik Conscience in september 1881 had ontvangen, nadat hij zijn 100e werk had geschreven. Er werd daarom "besloten Mevr. Bosboom-Toussaint een Album aan te bieden, bevattende op elk blad een paar dichtregelen of wel eene gedachte in proza en van de handteekening des schrijvers voorzien. Ook zullen teekeningen, aquarellen, etsen of boekwerken, door kunstenaars vervaardigd, met een inschrift, hoogst welkom zijn."
Er werd een uitvoerend comité gevormd, bestaande uit president Ten Brink, secretaris A.A. Vorsterman van Oyen, penningmeester Henri J. Stemberg en als leden Carel Vosmaer en Werumeus Buning. Later werden Nicolaas Beets, W.J. Hofdijk en Gerard Keller aan het comité toegevoegd. 

### Viering
Een paar dagen voor de eigenlijke viering werd het Album in twee zalen van Diligentia aan het publiek getoond. Op zaterdagmiddag 16 september 1882 werd Bosboom-Toussaint feestelijk in Diligentia onthaald. Ze werd eerst langs de tentoongestelde albumbladen geleid. Toen zij daarna met haar man de feestzaal betrad, werden ze voorafgegaan door vier meisjes die bloemen strooiden, terwijl Johannes Verhulst een speciaal gecomponeerde feestmars inzette. Jan ten Brink, voorzitter van het organiserend comité, opende de bijeenkomst. Het Album  was in zijn geheel te omvangrijk ("Ik kan u hier dat album niet ter hand stellen; ge zoudt het niet kunnen dragen, mevrouw!"), bovendien was de bijbehorende opbergcassette nog niet gereed. Hij bood daarom symbolisch het Album aan, door het gebonden register daarvan te overhandigen. Namens het stadsbestuur van Amsterdam deelde hij daarnaast mee hij dat men had besloten een van de nieuwe straten in de hoofdstad de naam Bosboom-Toussaintstraat te geven. Tot de andere sprekers behoorden dr. L.R. Beijnen, voorzitter van de Haagse Academie van Beeldende Kunsten bracht de felicitaties over van koningin Emma en prinses Marie, weduwe van prins Hendrik, Willem Hojel, adjudant van prins Alexander, bood haar namens de prins een met briljanten omzet medaillonportret van de overleden koningin Sophie aan.Nicolaas Beets bood haar het erelidmaatschap van de Hollandsche Maatschappij van fraaije Kunsten en Wetenschappen aan.
Bosboom-Toussaint schreef enkele weken na haar verjaardag een dankbrief:

„Onze wensch is vervuld. Uw zeventigste verjaardag is gewijd tot eene nationale gebeurtenis," zoo sprak dr. J. Ten Brink in zijn slotwoord op het feest, dat mij den 16 September jl. was bereid, en dat het „in waarheid een feest was, zooals men er in Nederland ter eere van een levenden kunstenaar slechts zelden aanschouwde“ (mr. Vosmaer), dank ik in de eerste plaats aan hen die het plan daartoe ontwierpen, die er de uitvoering van leidden en verder aan allen, die door hunne gaven en talenten, het dus glansrijk hielpen verwezenlijken. Daarvoor bied ik u, die aan het Album uwe zeer gewaardeerde medewerking hebt geschonken, of op eenige wijze uwe deelneming in de feestviering hebt betoond en daardoor blijk hebt gegeven van uwe sympathie voor mijn werk en persoon de betuiging van my'n oprechten dank en de verzekering, dat de herinnering aan dit eenig feest onuitwischbaar voor mij zal blijven, gedurende mijne verdere levensdagen."
— A.L.G. Bosboom-Toussaint

De schrijfster overleed vier jaar later. Het Album werd door haar nabestaanden aan de Koninklijke Bibliotheek in bruikleen gegeven. In 1912 werden ter gelegenheid van haar 100e geboortedag in haar geboorteplaats Alkmaar feestelijkheden georganiseerd. De familie besloot daarop het album over te dragen aan het Alkmaars archief annex gemeentemuseum. Het Album werd later onderdeel van de collectie van het Regionaal Archief Alkmaar, de bijbehorende cassette kwam in het Stedelijk Museum Alkmaar terecht.

## Album

### Inhoud
Het Album bestaat uit 684 losse, rechthoekige bladen, die elk voorzien zijn van een rood kader, waarbinnen de bijdrage kon worden geplaatst. De bladen werden gevuld door onder andere componisten, dichters, geleerden, heraldici, politici, predikanten, schilders, schrijvers en tekenaars. Ook diverse organisaties en verenigingen leverden een bijdrage, waaronder Arti et Amicitiae, het Groninger Boekverkopers College, het Haags Letterlievend genootschap Oefening Kweekt Kennis en de uitgever van Het Nieuws van den Dag. De bijdragen werden geschreven in het Nederlands, Duits, Engels, Frans, Fries, Latijn, Limburgs en Italiaans. De verzameling bestaat uit twee delen, een deel met geschreven teksten, felicitaties en persoonlijke boodschappen, en een deel met aquarellen, foto's, gedichten, kalligrafie, muziekstukken en naaldwerk.
Een aantal van de in het Album opgenomen bijdragen: Nicolaas Beets schreef een gedicht over zijn vriendschap met de schrijfster; Marie Bulkley-Bekking en 'Mina' leverden elk een stukje proza; Otto Eerelman schilderde een vrouwelijke ruiter in het bos, met op de achtergrond twee figuren uit het werk van Bosboom-Toussaint; Antonie Grevenstuk kalligrafeerde zijn felicitatie; oud-minister Hendrik Jacob van der Heim maakte een collage met handtekeningen van "een tal Nederlanders, die in vroegere tijden als staatslieden of als letterkundigen hebben geschitterd", onder wie Gijsbert Karel van Hogendorp, Gerard Noodt en Johan de Witt; de heraldici Horsthuis en Vorsterman van Oyen tekenden elk een alliantiewapen van de families Bosboom en Toussaint; Bramine Hubrecht stuurde een portret van Johannes Bosboom; passementmaker A.A. Knuijver leverde een borduurwerkje met een BT-monogram in een florale omlijsting; voorzitter van de Ministerraad Theo graaf van Lynden van Sandenburg stuurde zijn eigen portretfoto; de Haagse burgemeester J.G. Patijn kwam  met een citaat van Felix Dahn: "Ewig ist das Edle, das einmal geworden"; egyptoloog Willem Pleyte verwees met zijn bijdrage naar de Egyptische godin der letterkunde Sesjat; natuuronderzoeker François P.L. Pollen stuurde "uit hooge vereering en ter herinnering aan mijne reizen in Madagascar" een getekende afbeelding van de naar hem vernoemde Pollens vanga; de Duitse auteur Lina Schneider verwerkte de titels van Bosboom-Toussaints werken in haar bijdrage; componist Johannes Verhulst zond een muzikale bijdrage; fotograaf Versteeg maakte een foto van de aquarel Een hoekje in mijn atelier van Johannes Bosboom; Philip Zilcken etste een vaart met een bootje. Bijdragen geïllustreerd met vrouwenfiguren kwamen van onder anderen Clémence Pruijs van der Hoeven, Hendrik Jacobus Scholten, Nicolaas van der Waay, Ernst Witkamp en Salomon van Witsen, illustraties van bloemen van onder anderen Marie ten Brink, Theodoor Colenbrander, Hendrika Landré-van der Kellen en Gerardine van de Sande Bakhuyzen.

### Galerij

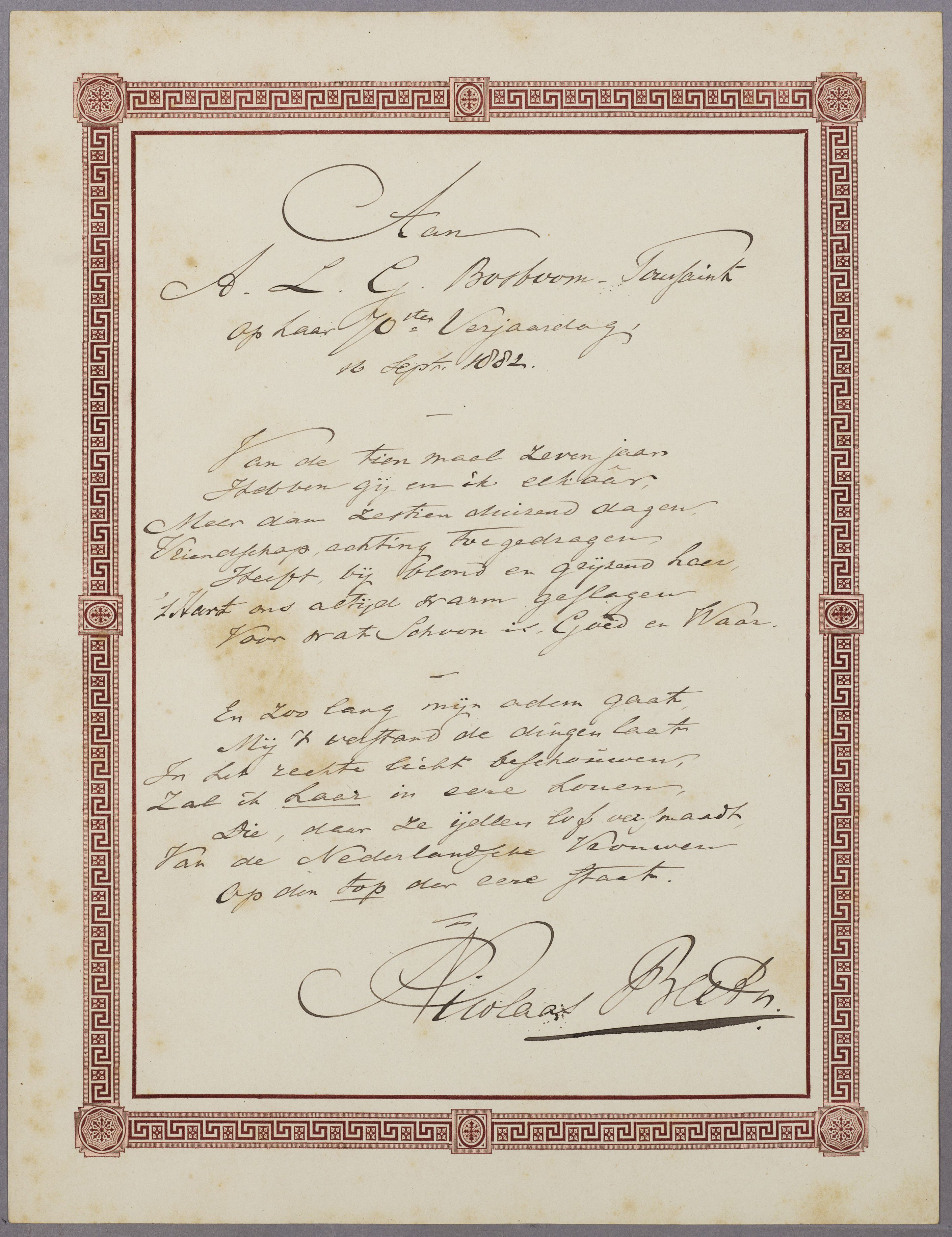
Beets, N.
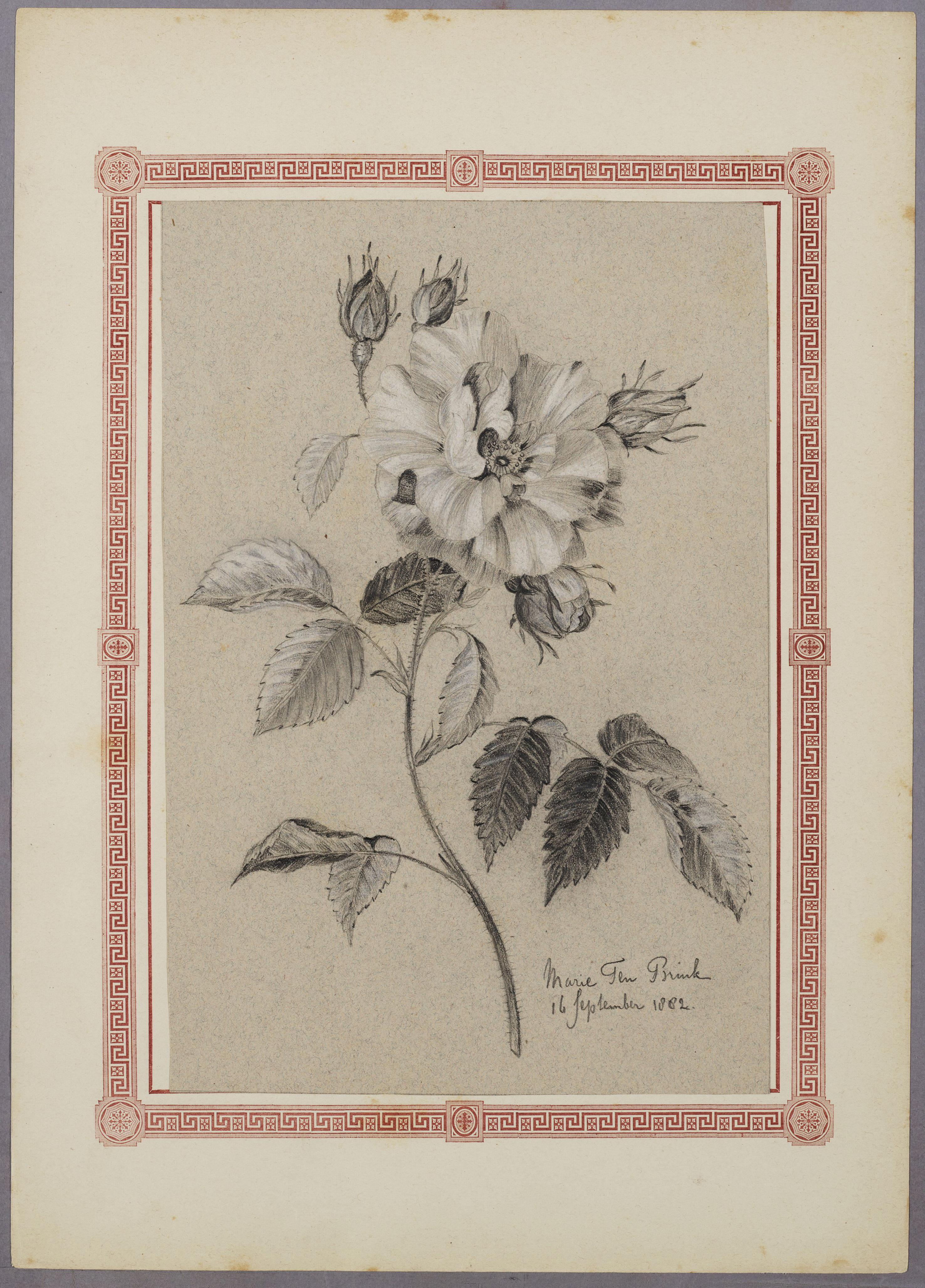
M. ten Brink
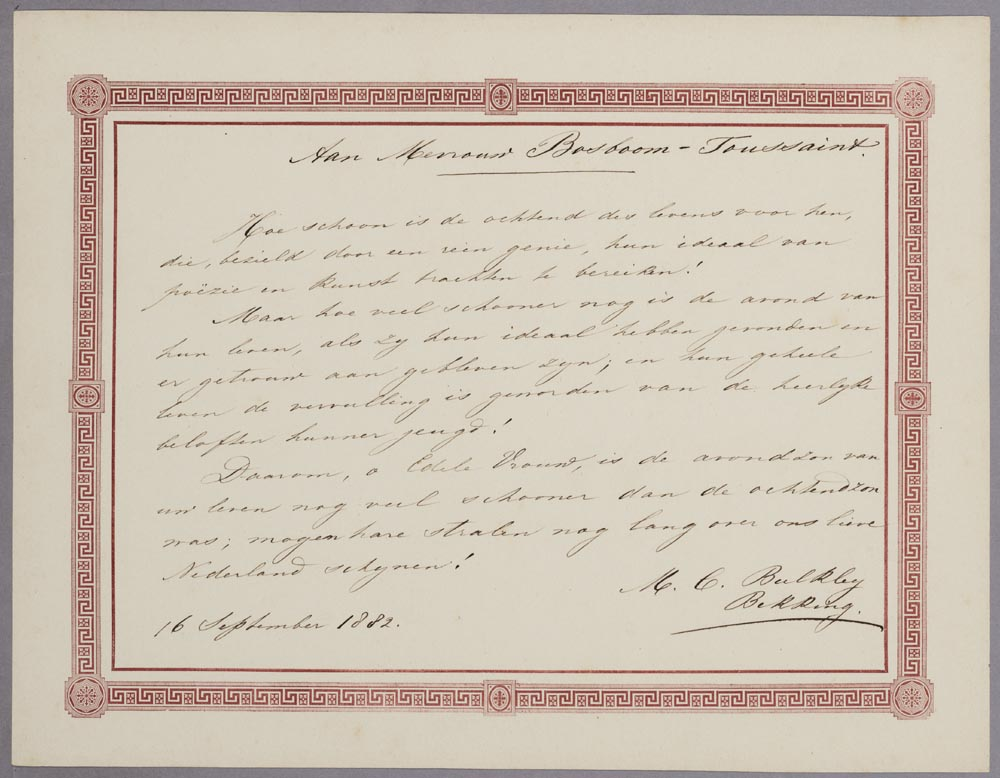
M.C. Bulkley-Bekking
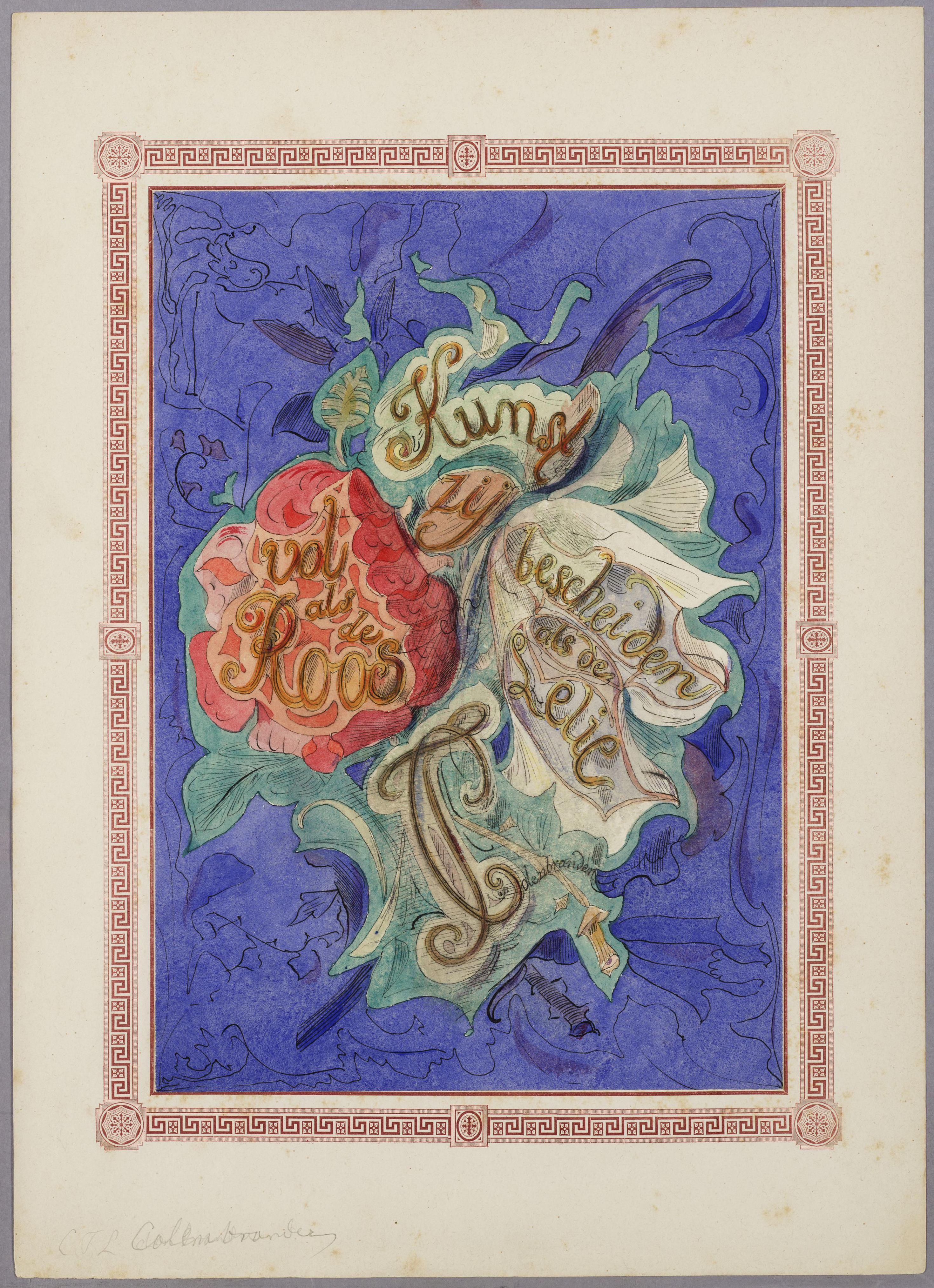
T.C.A. Colenbrander
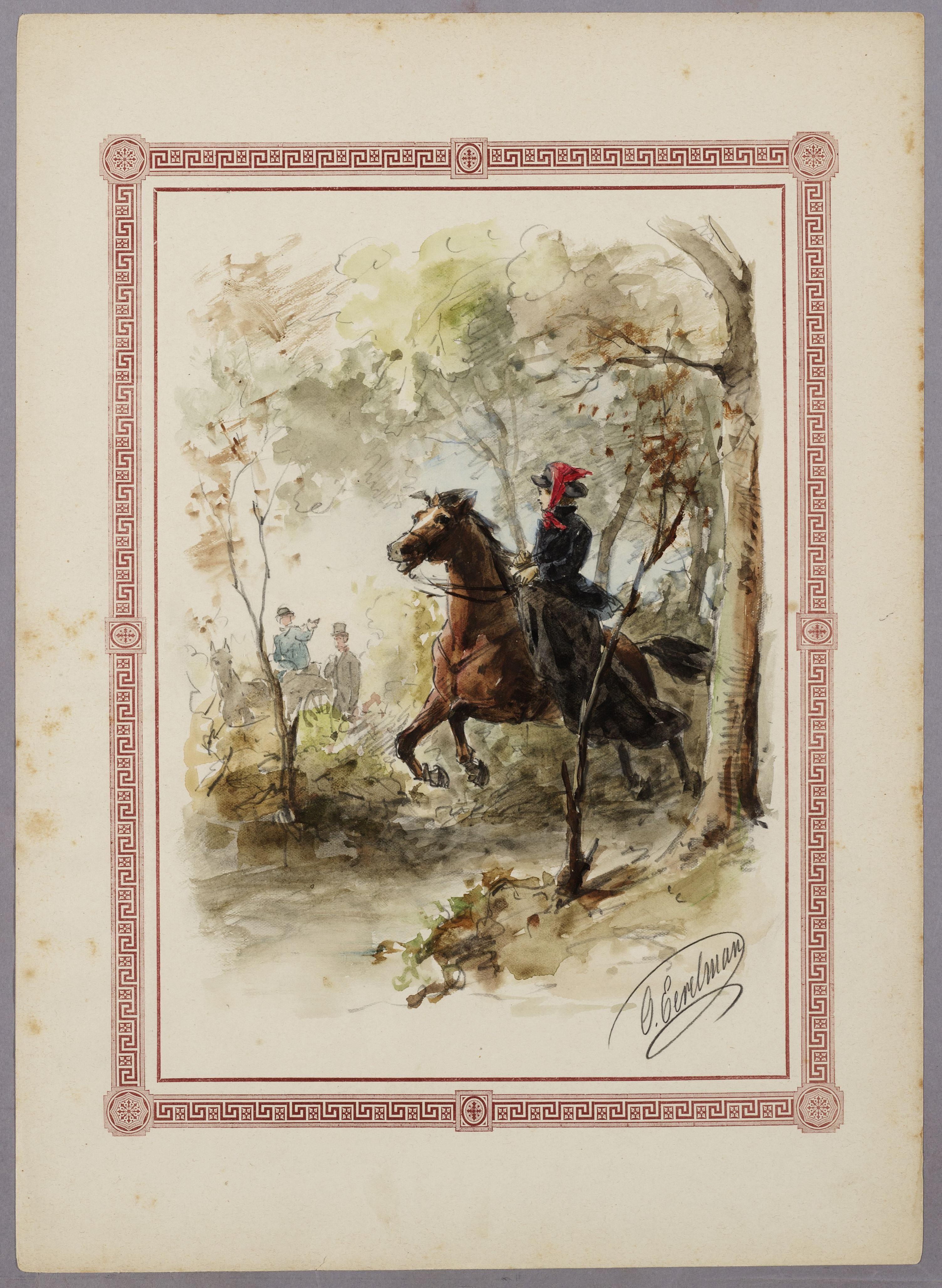
O. Eerelman
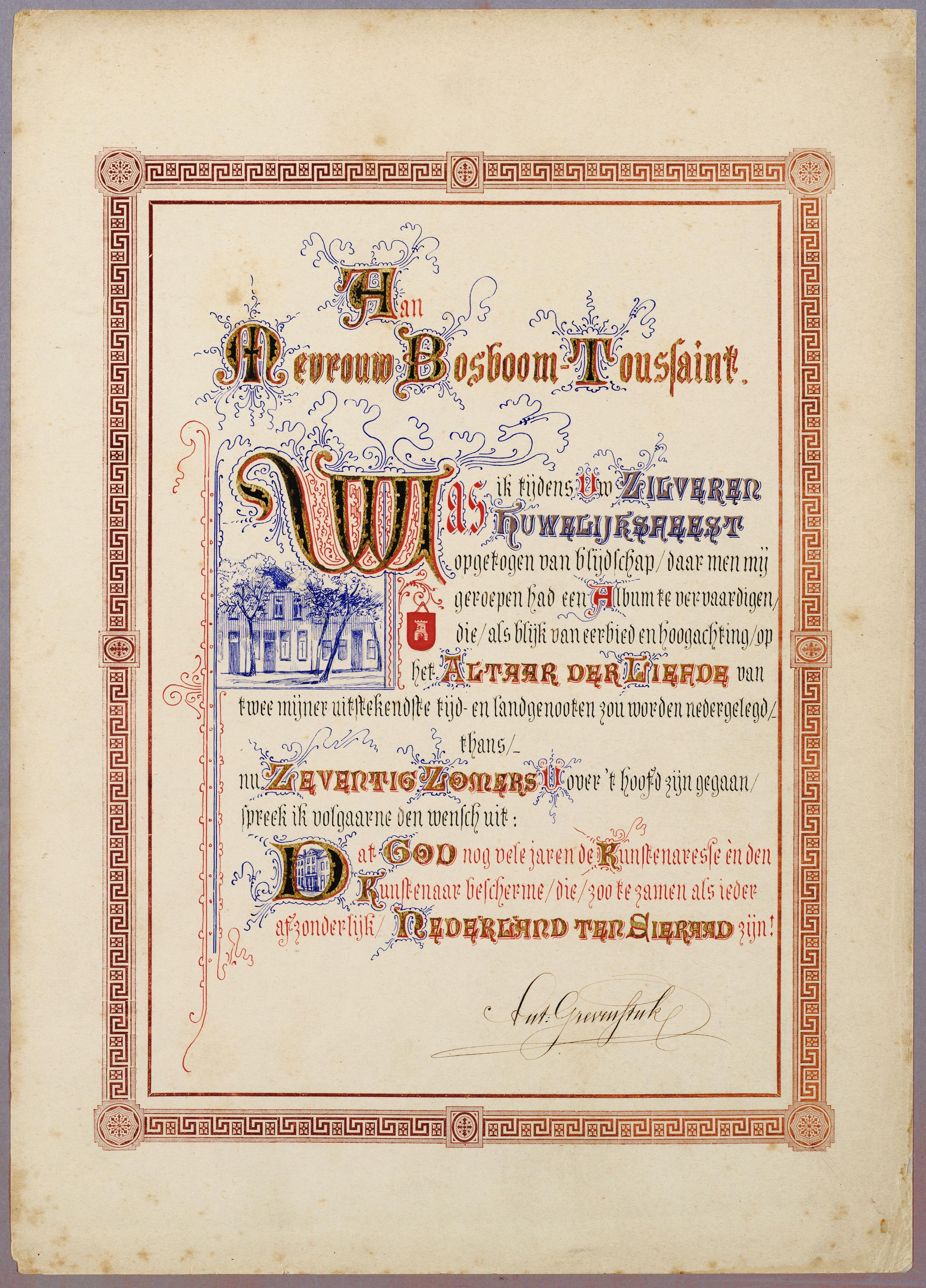
A. Grevenstuk
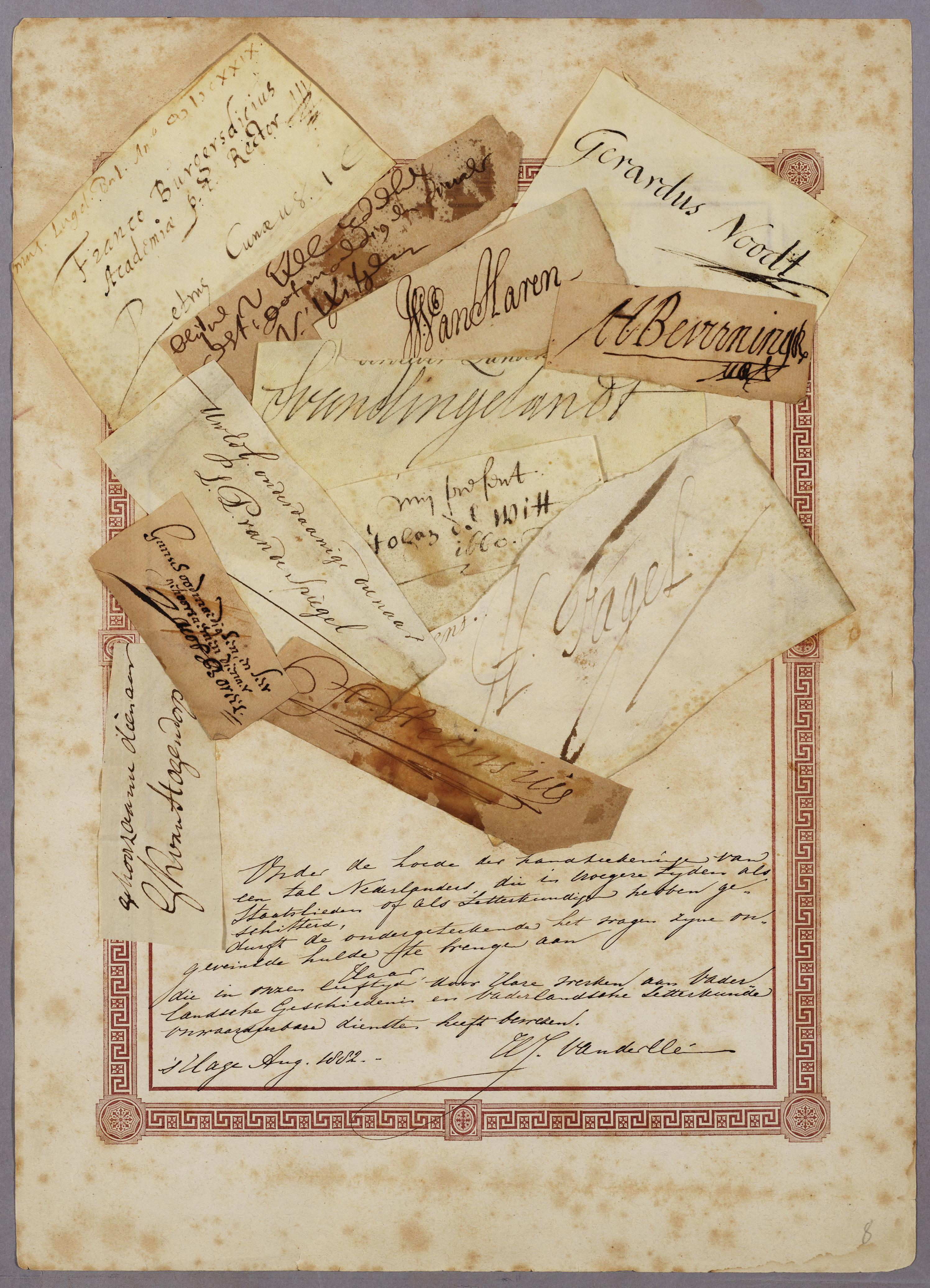
H.J. van der Heim
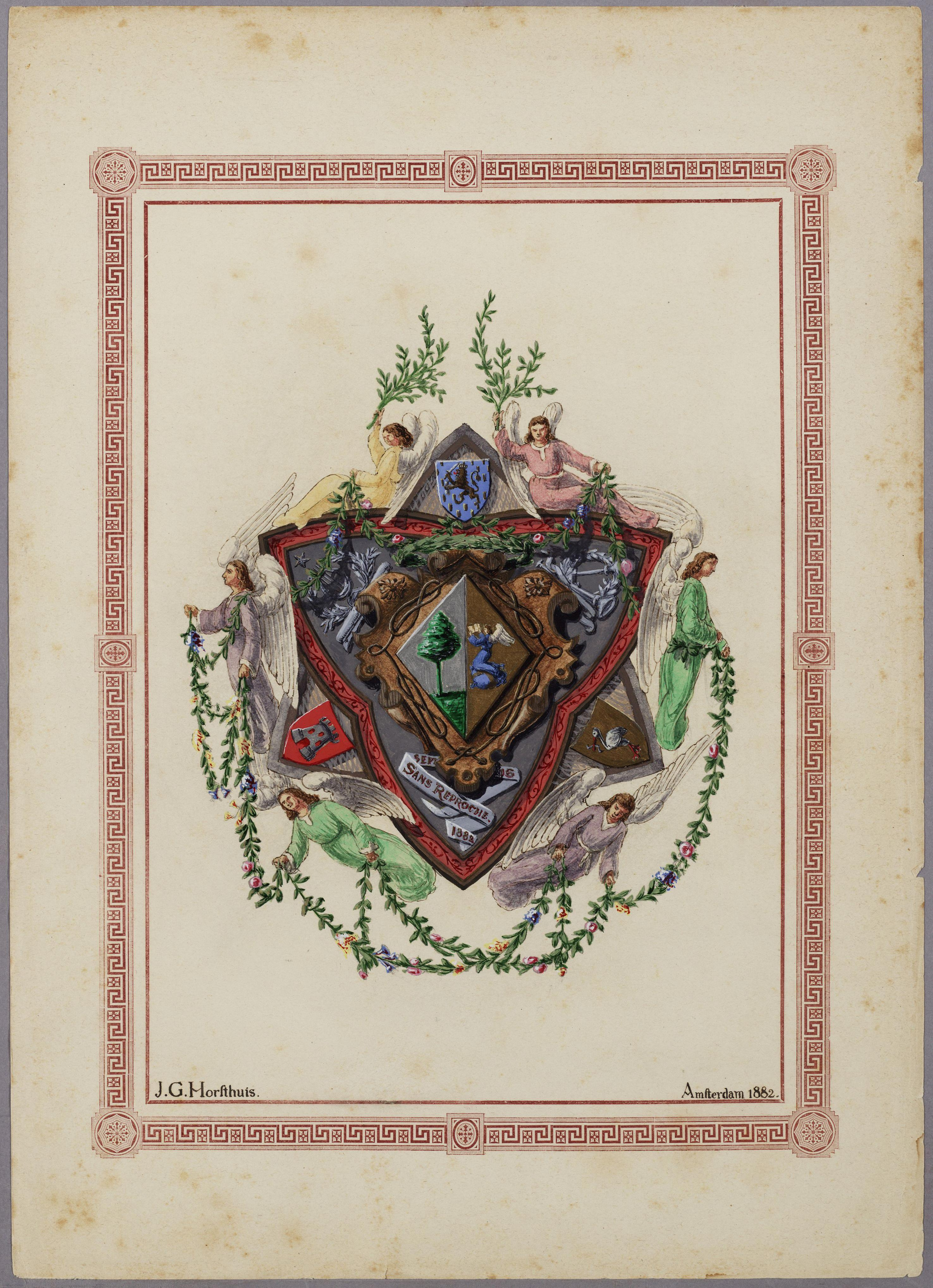
J.G. Horsthuis
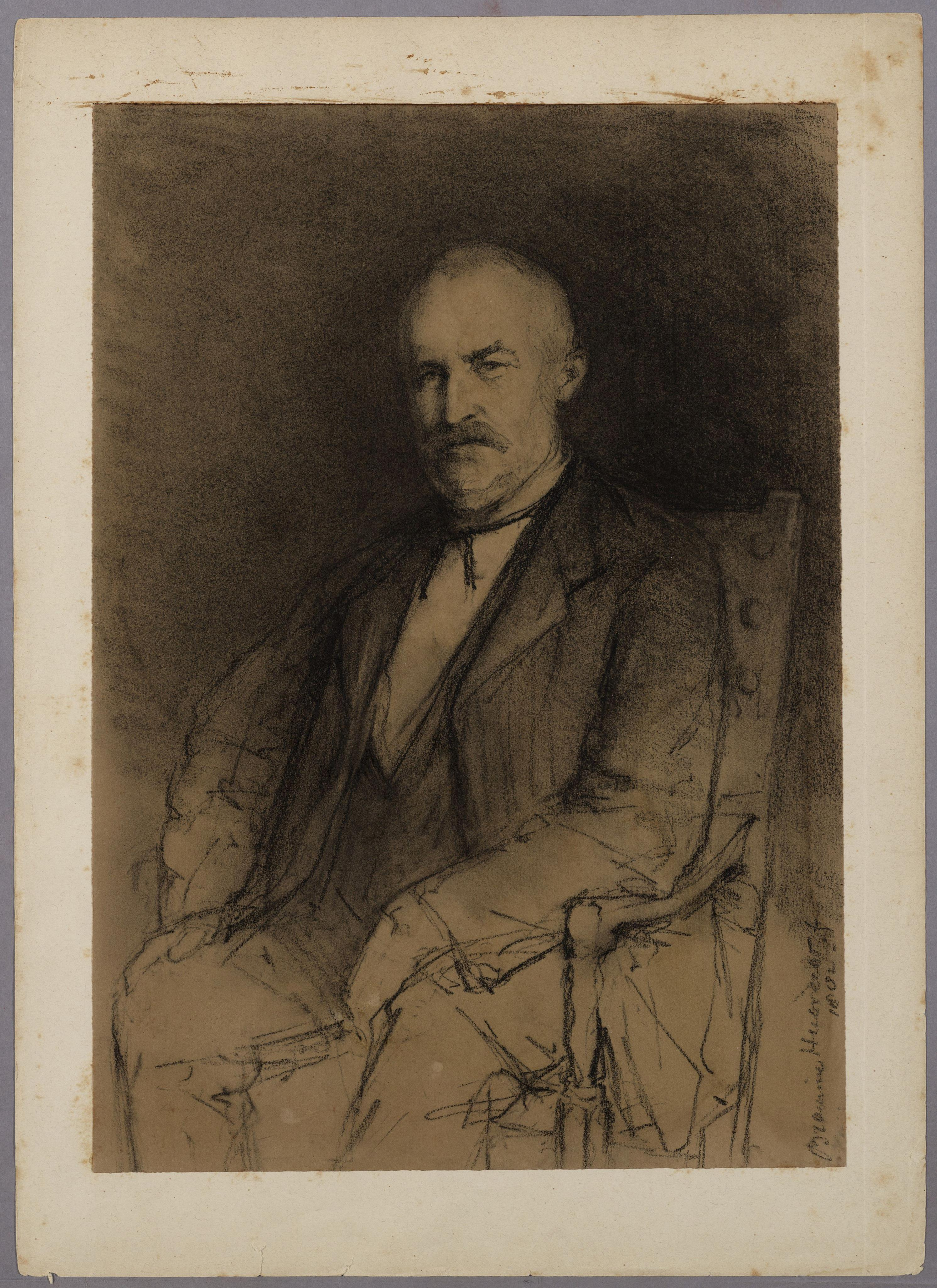
B. Hubrecht
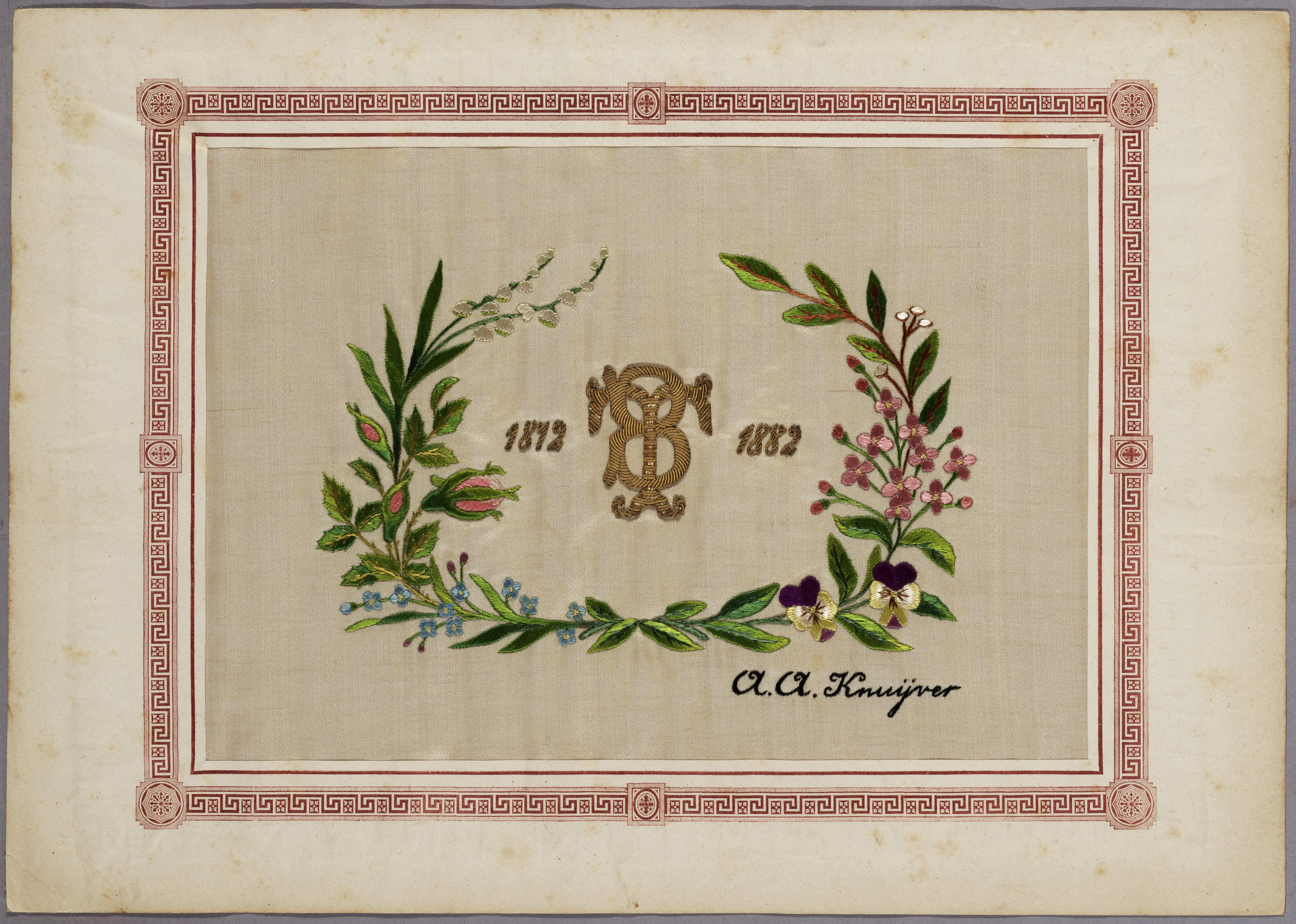
A.A. Knuijver
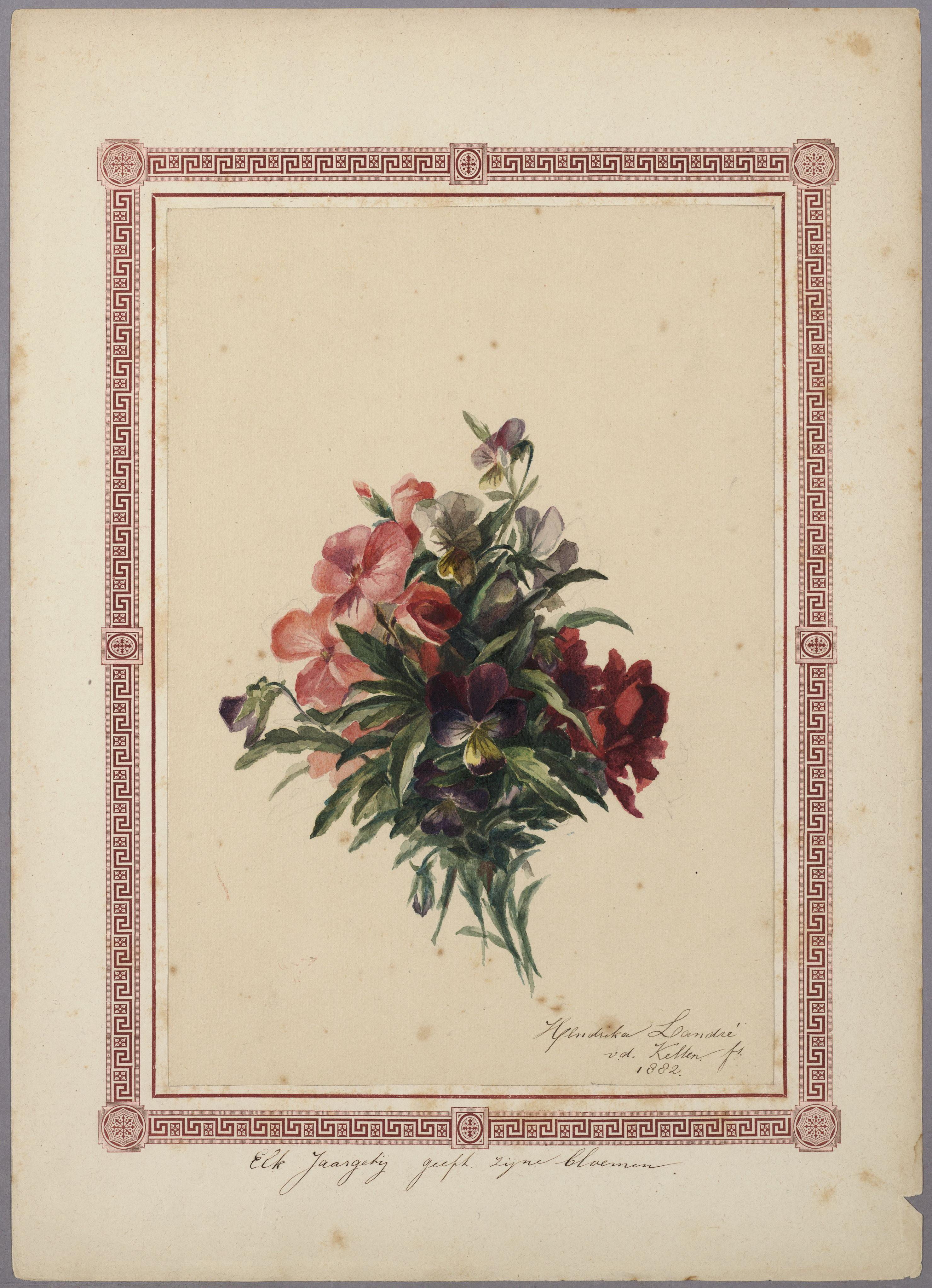
H. Landré-van der Kellen
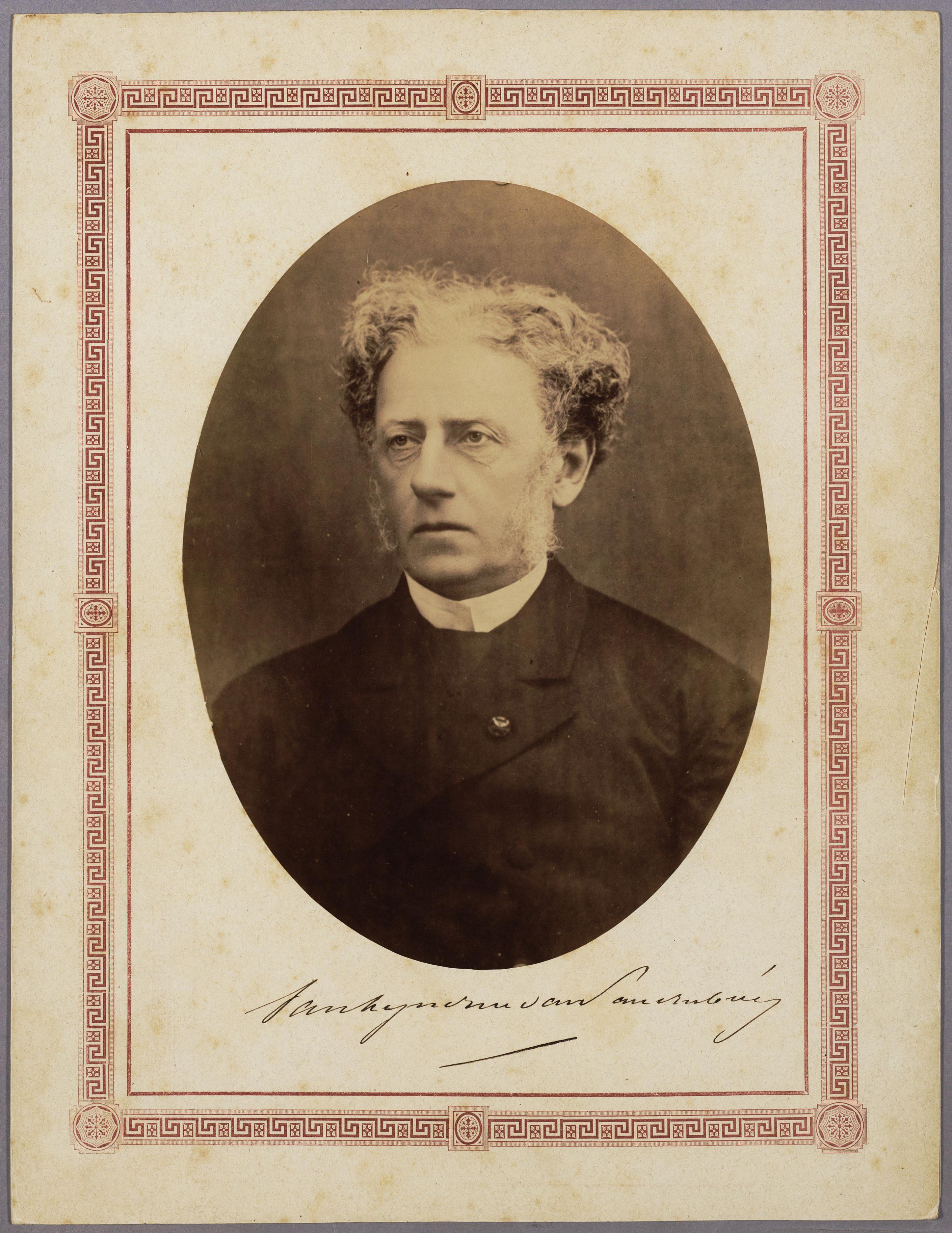
C.T. van Lynden van Sanden
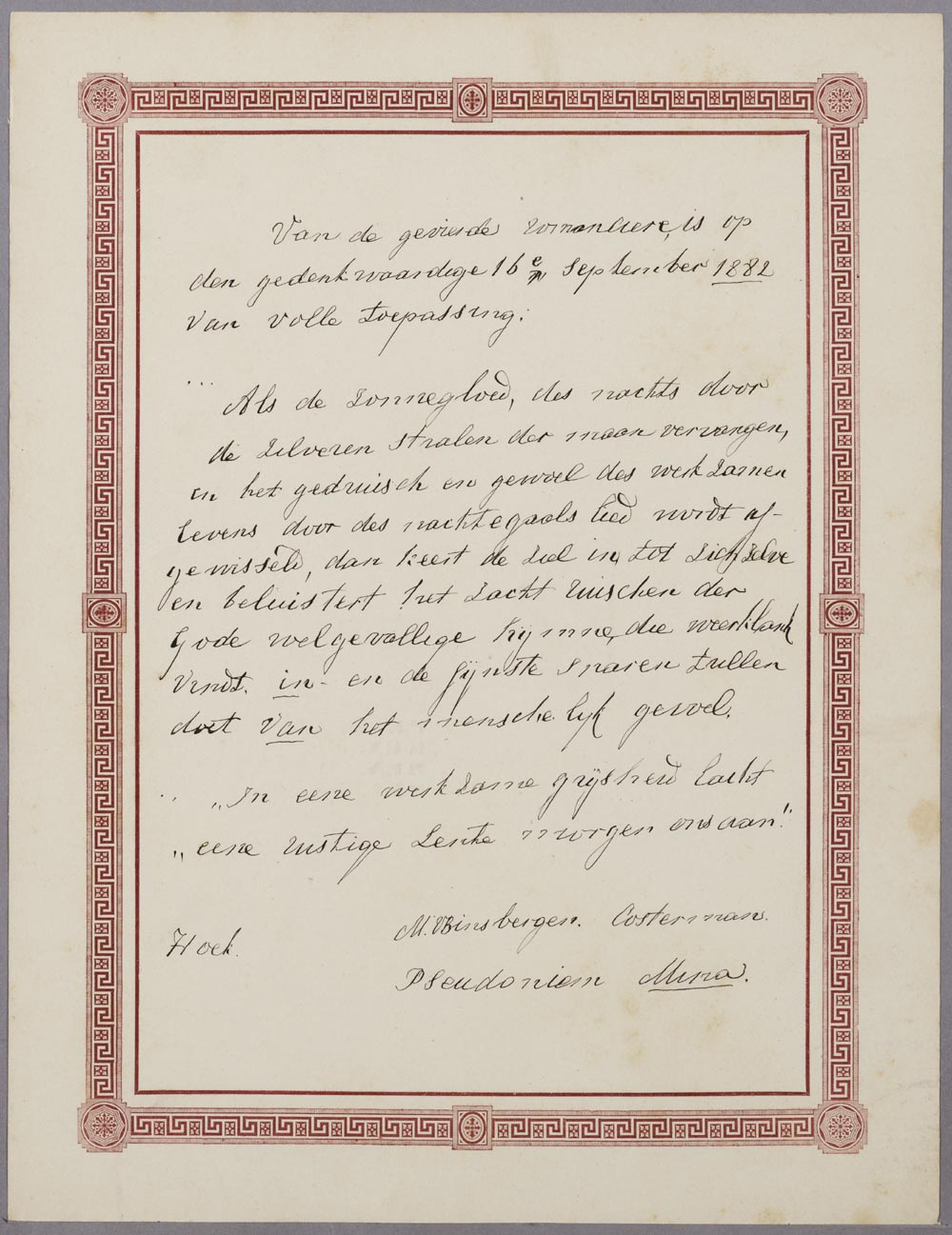
Mina
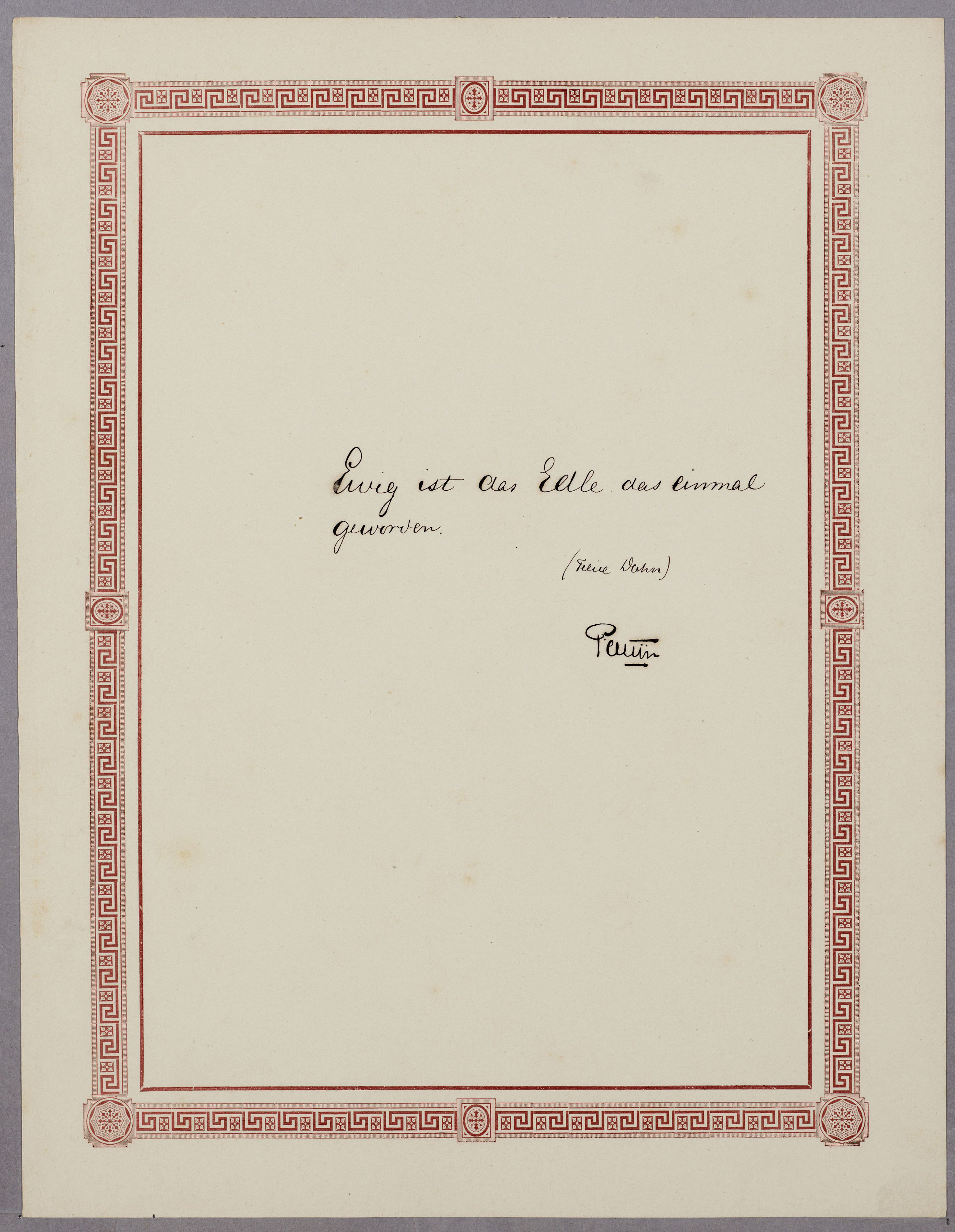
J.G. Patijn
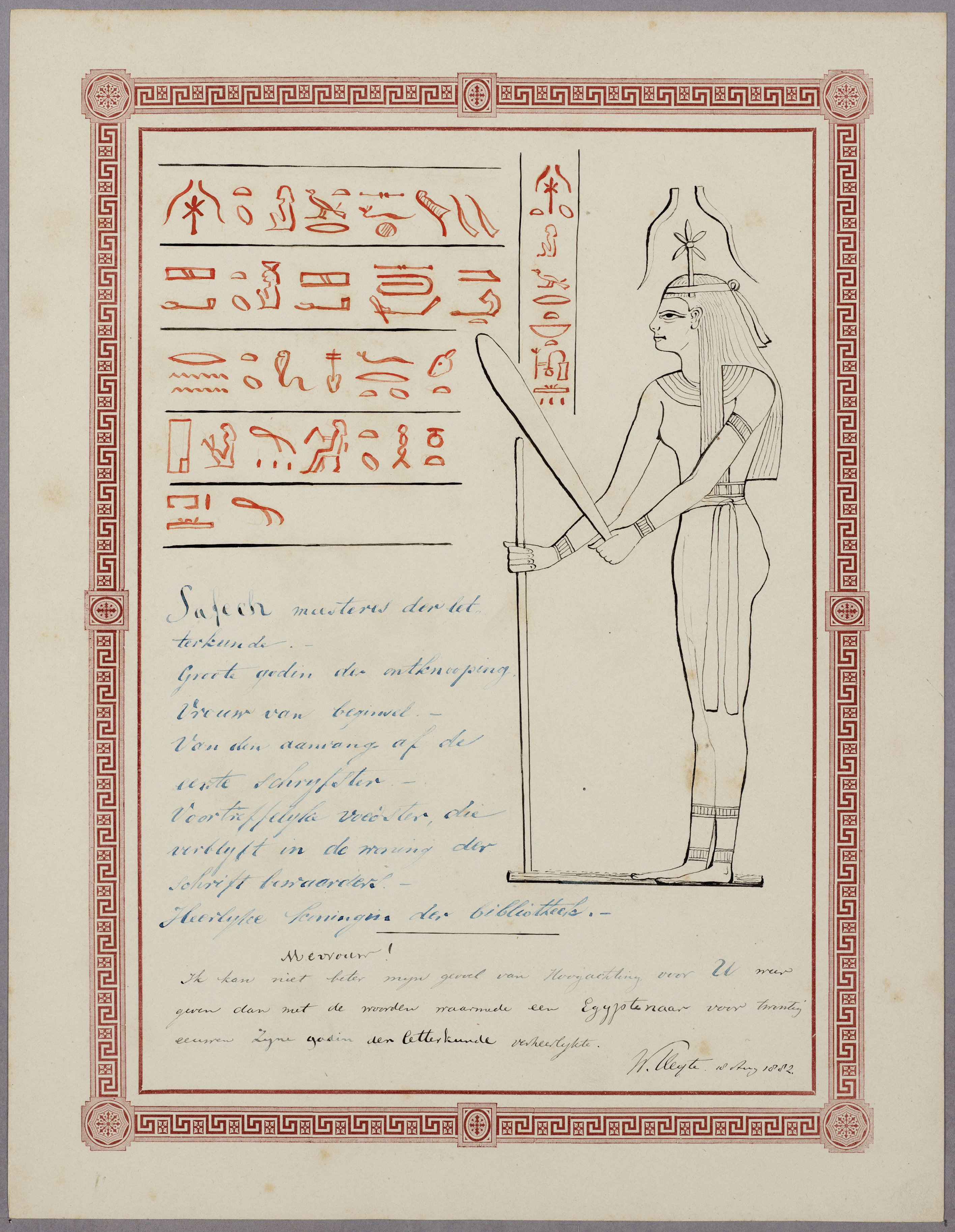
W. Pleyte
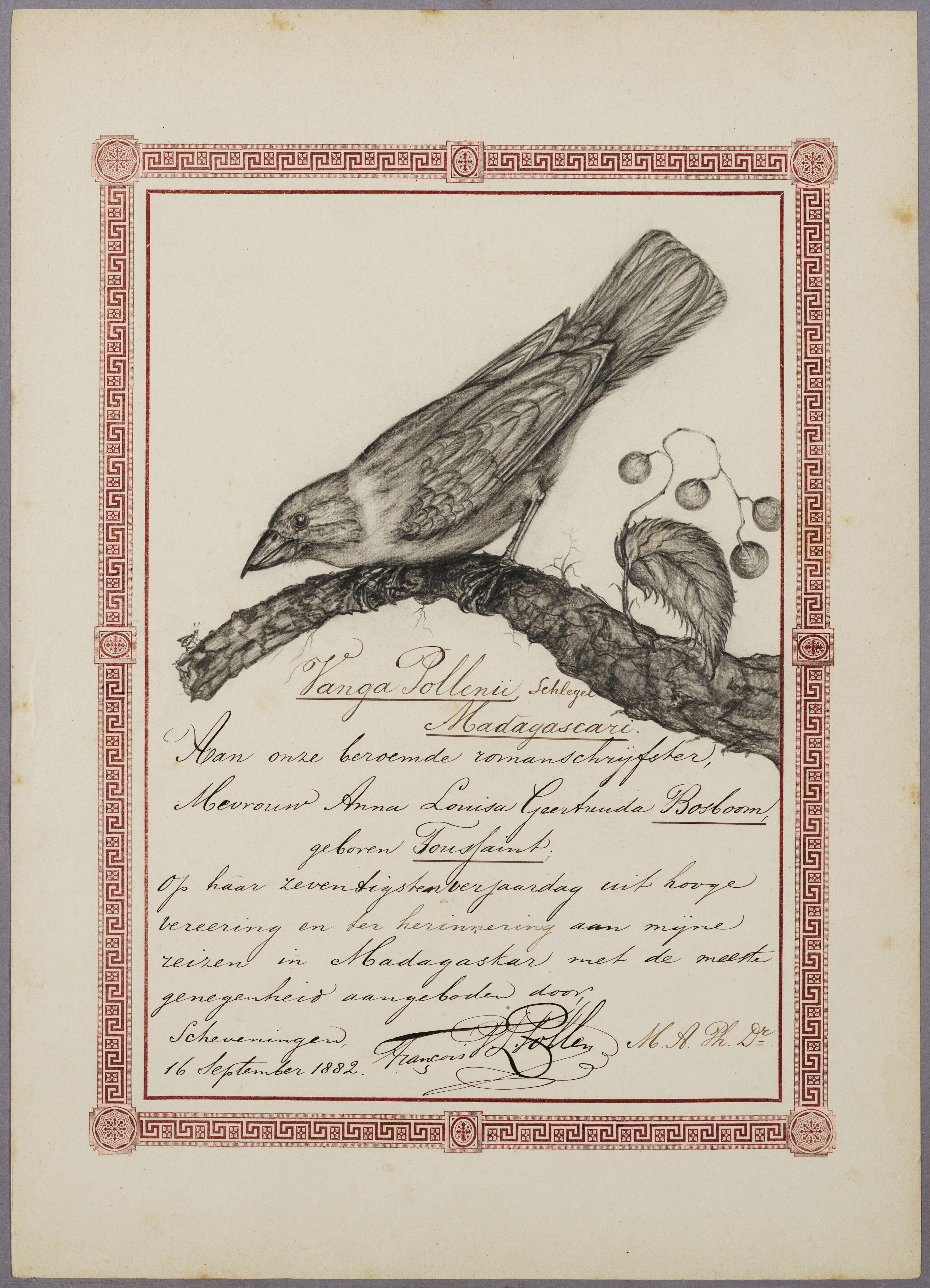
François P.L. Pollen
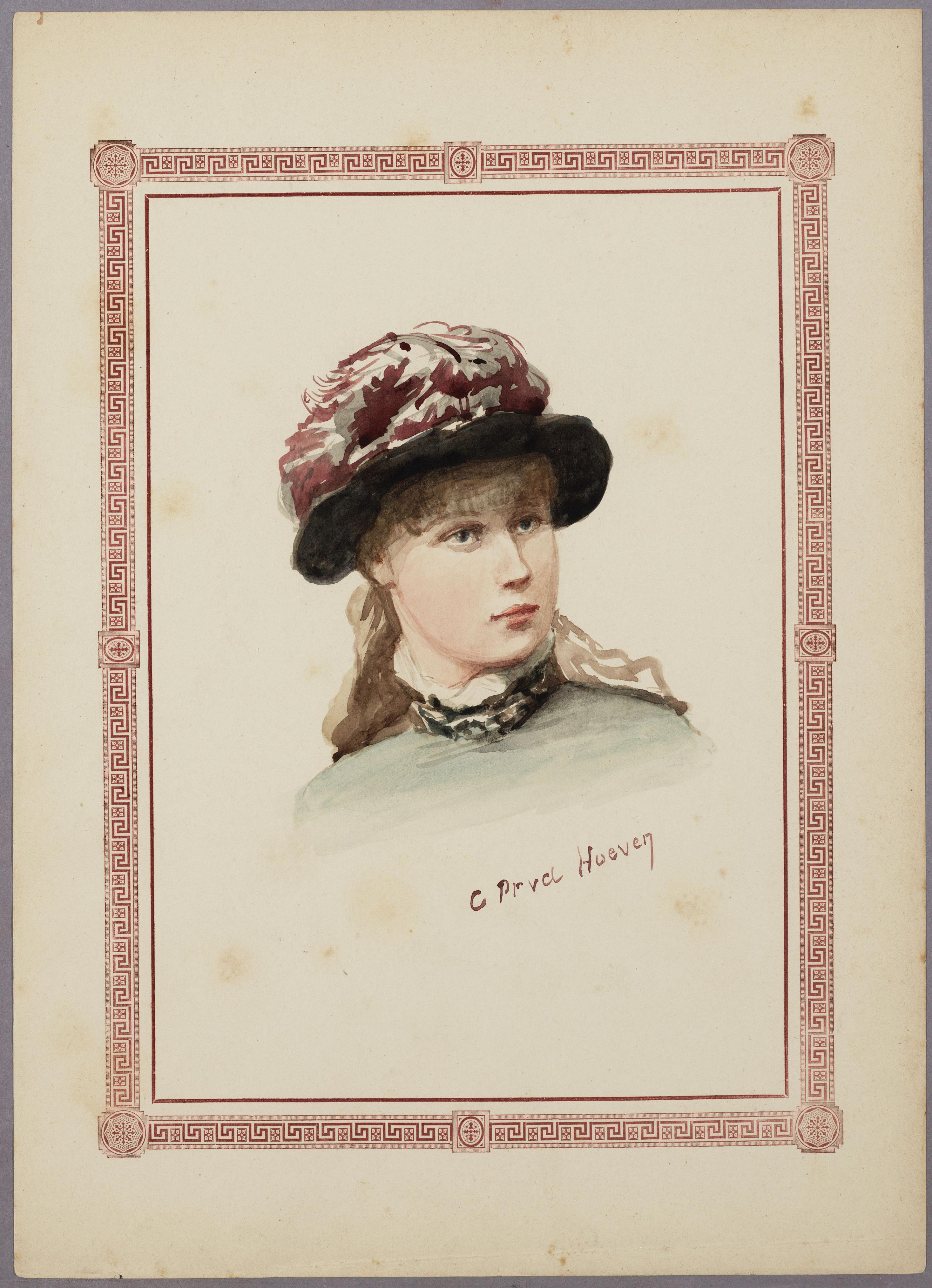
C. Pruijs van der Hoeven
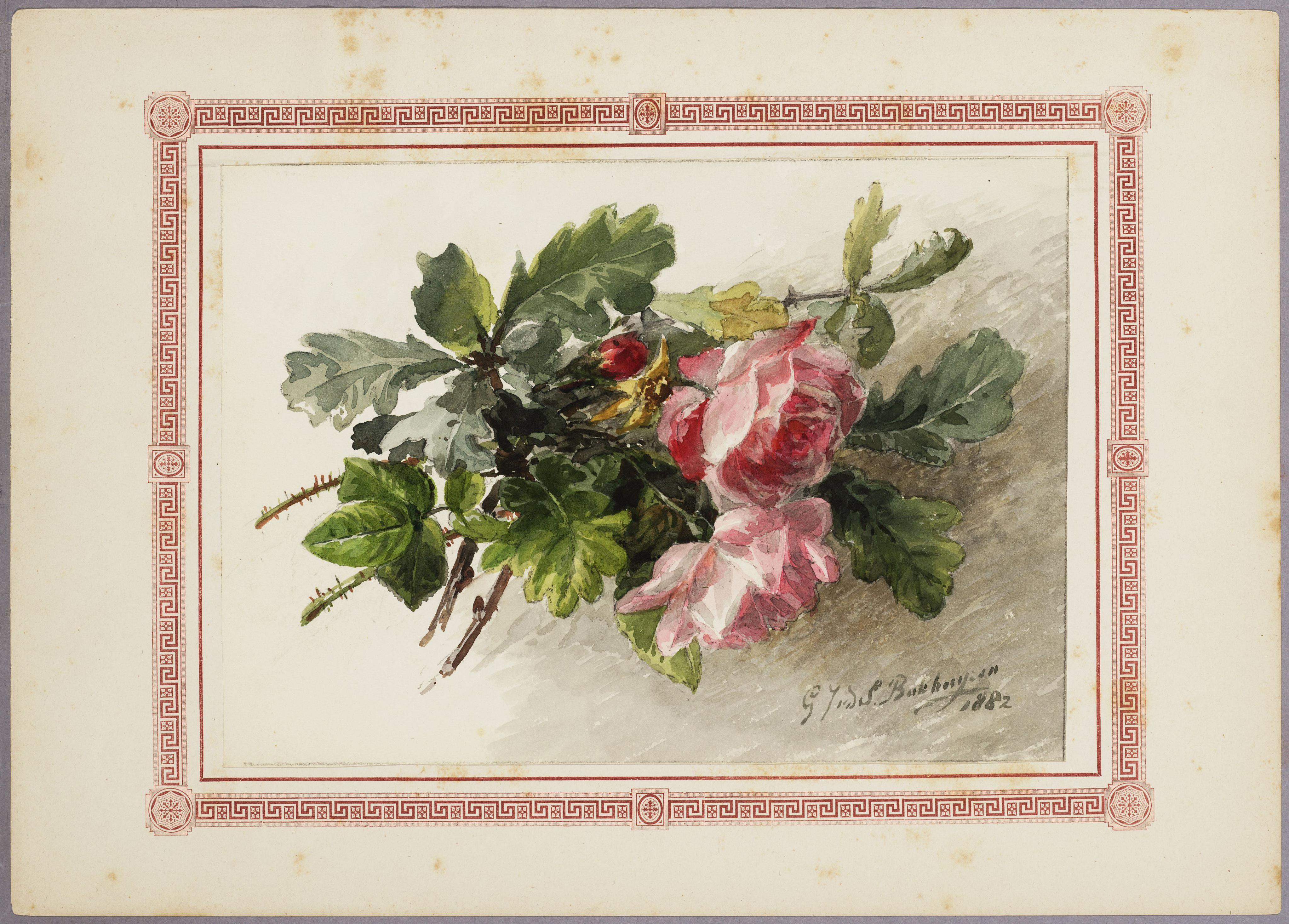
G. van de Sande Bakhuyzen
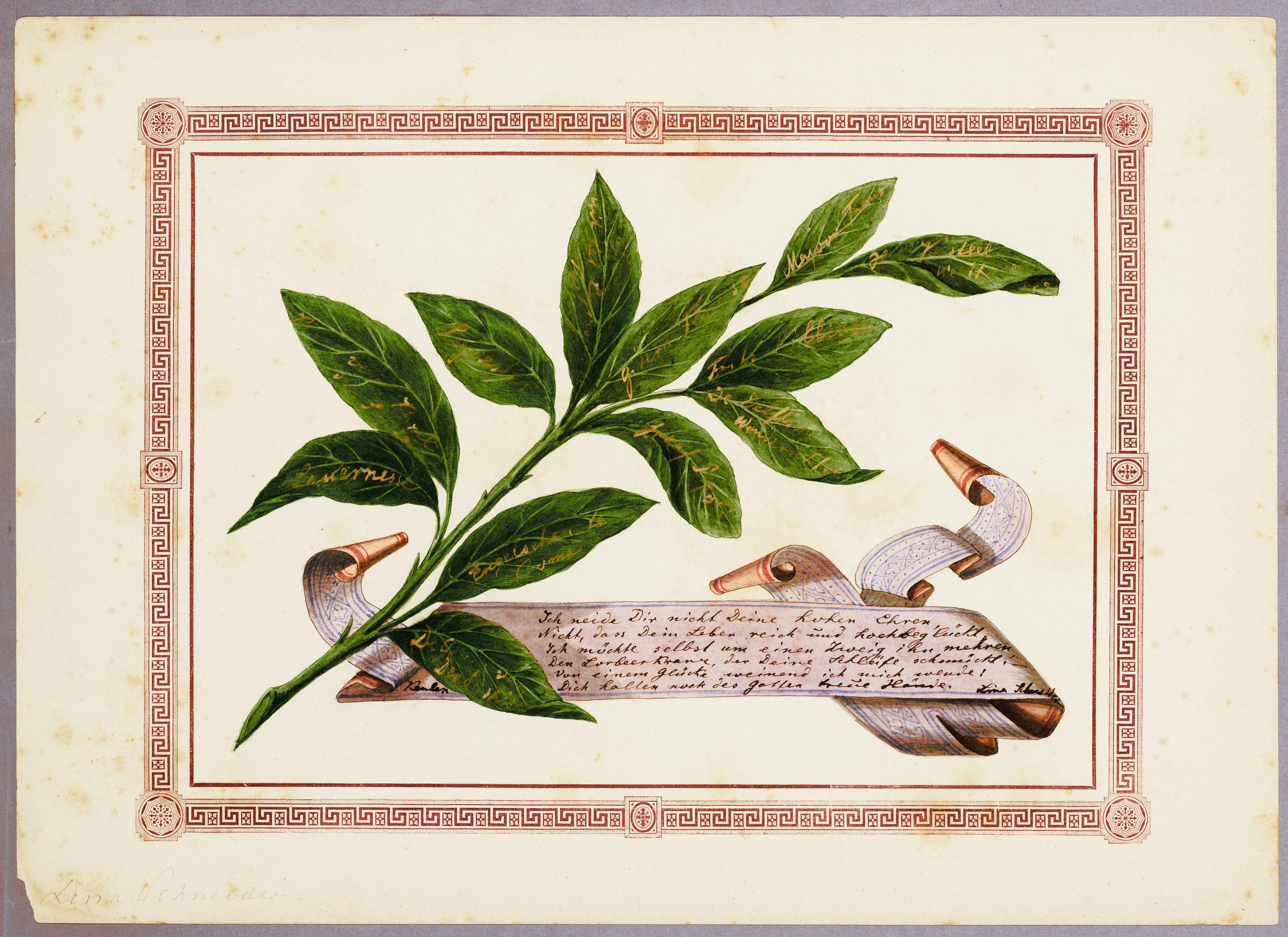
L. Schneider
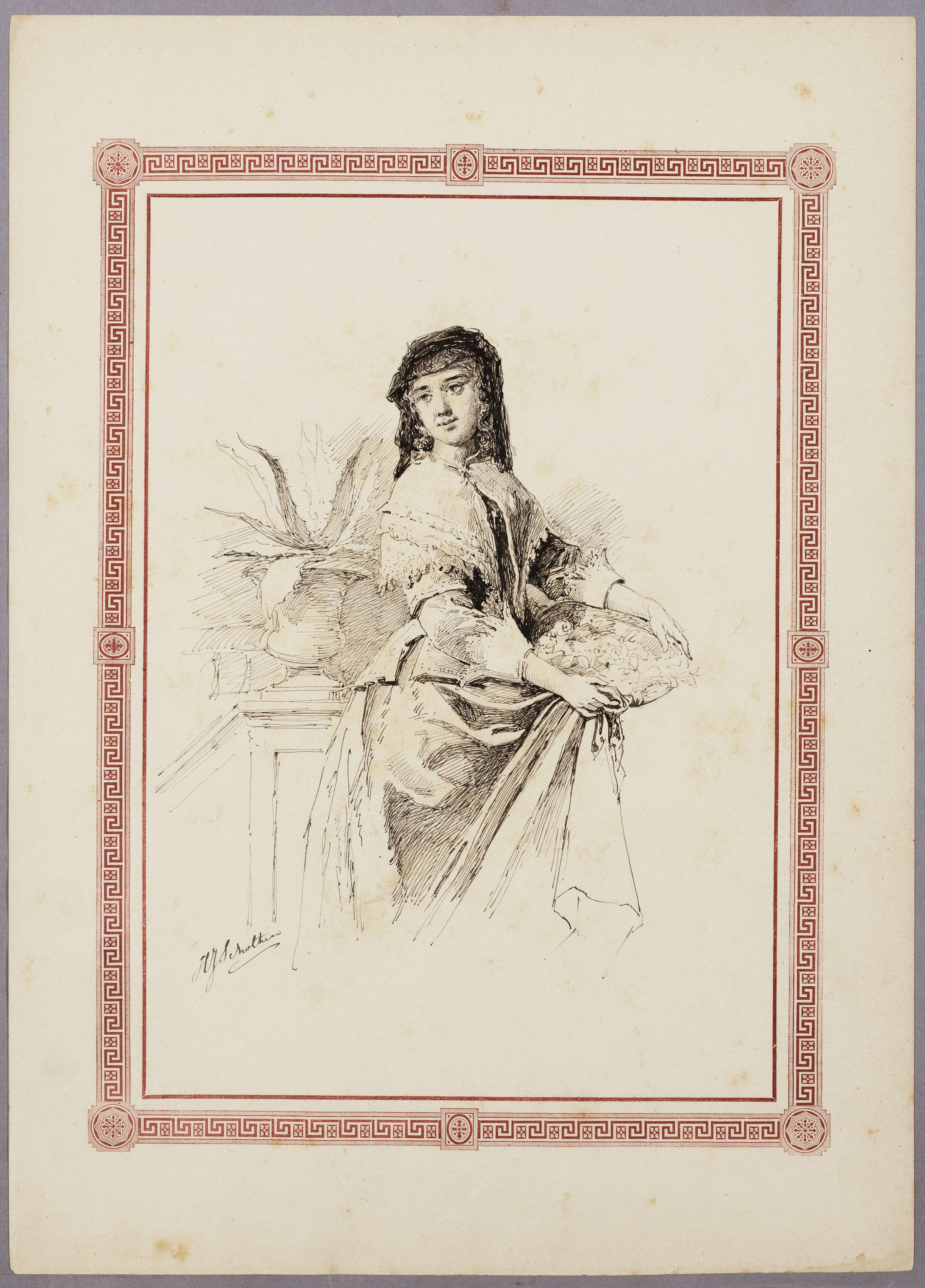
H.J. Scholten
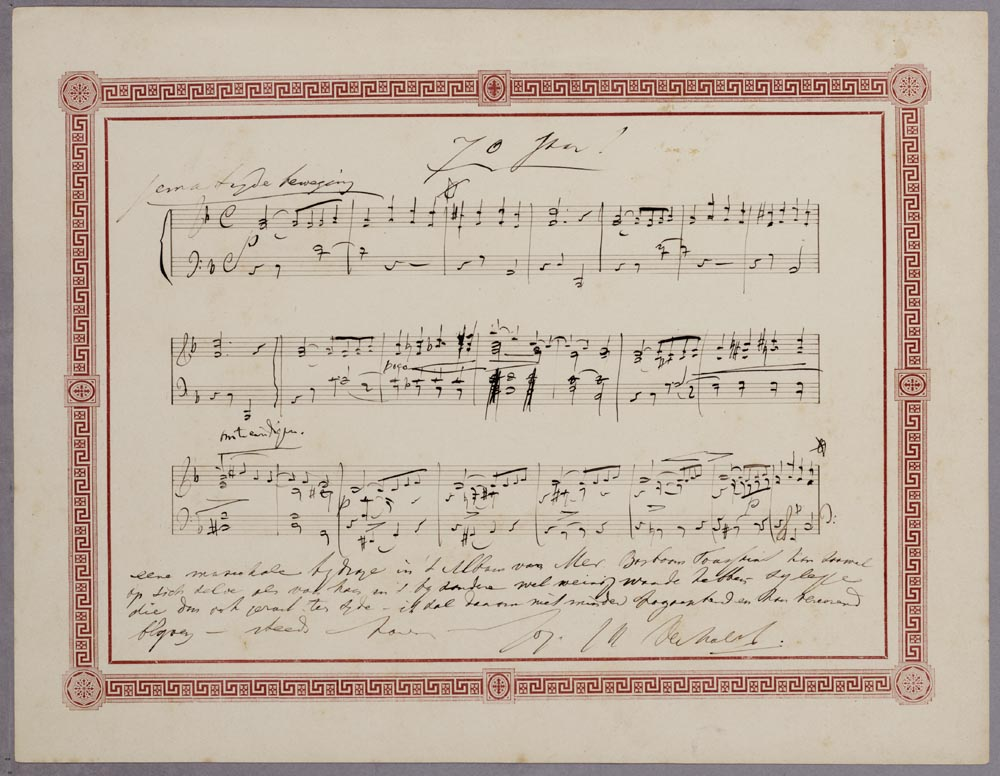
J.J.H. Verhulst
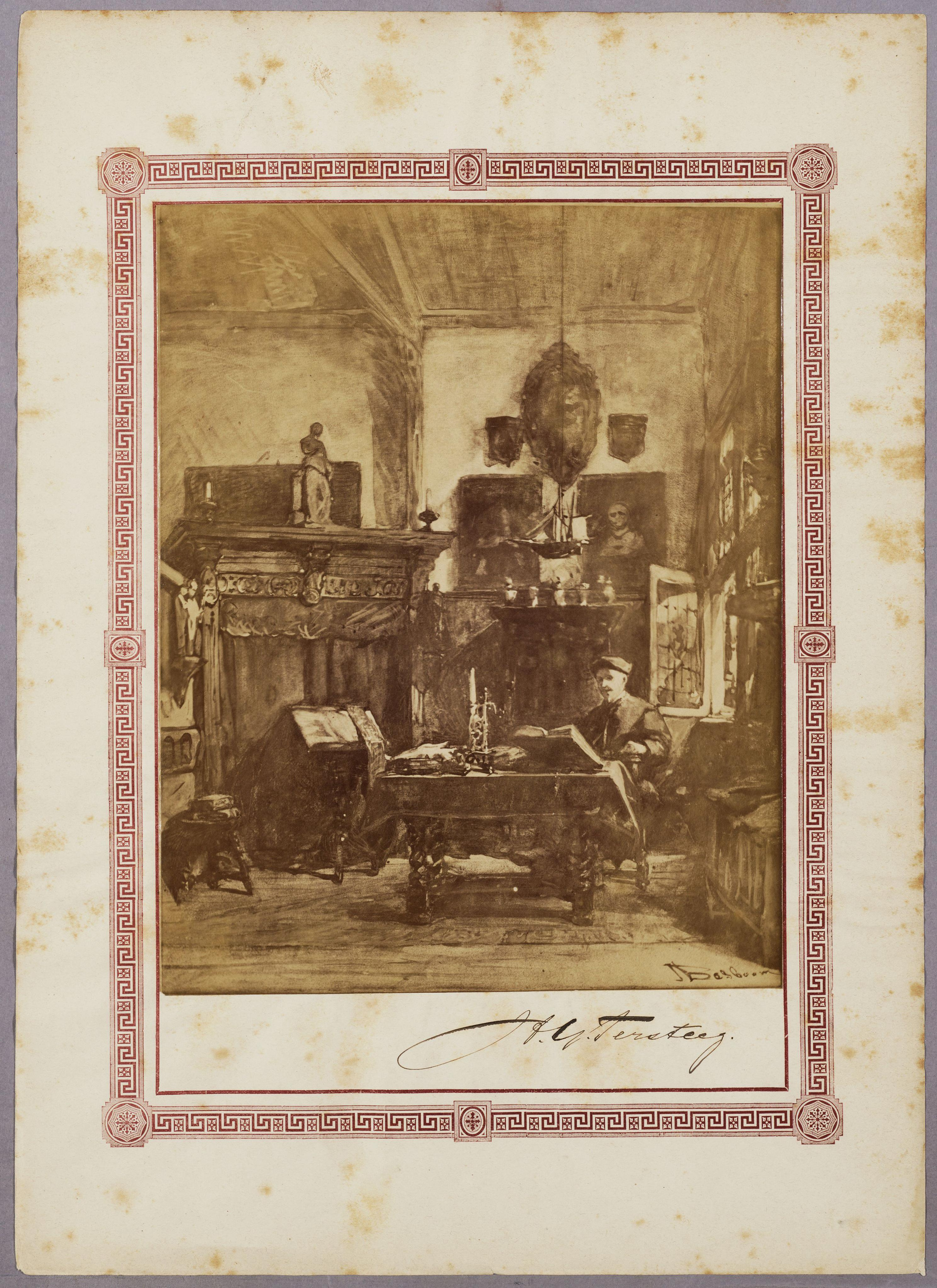
H.G. Versteeg
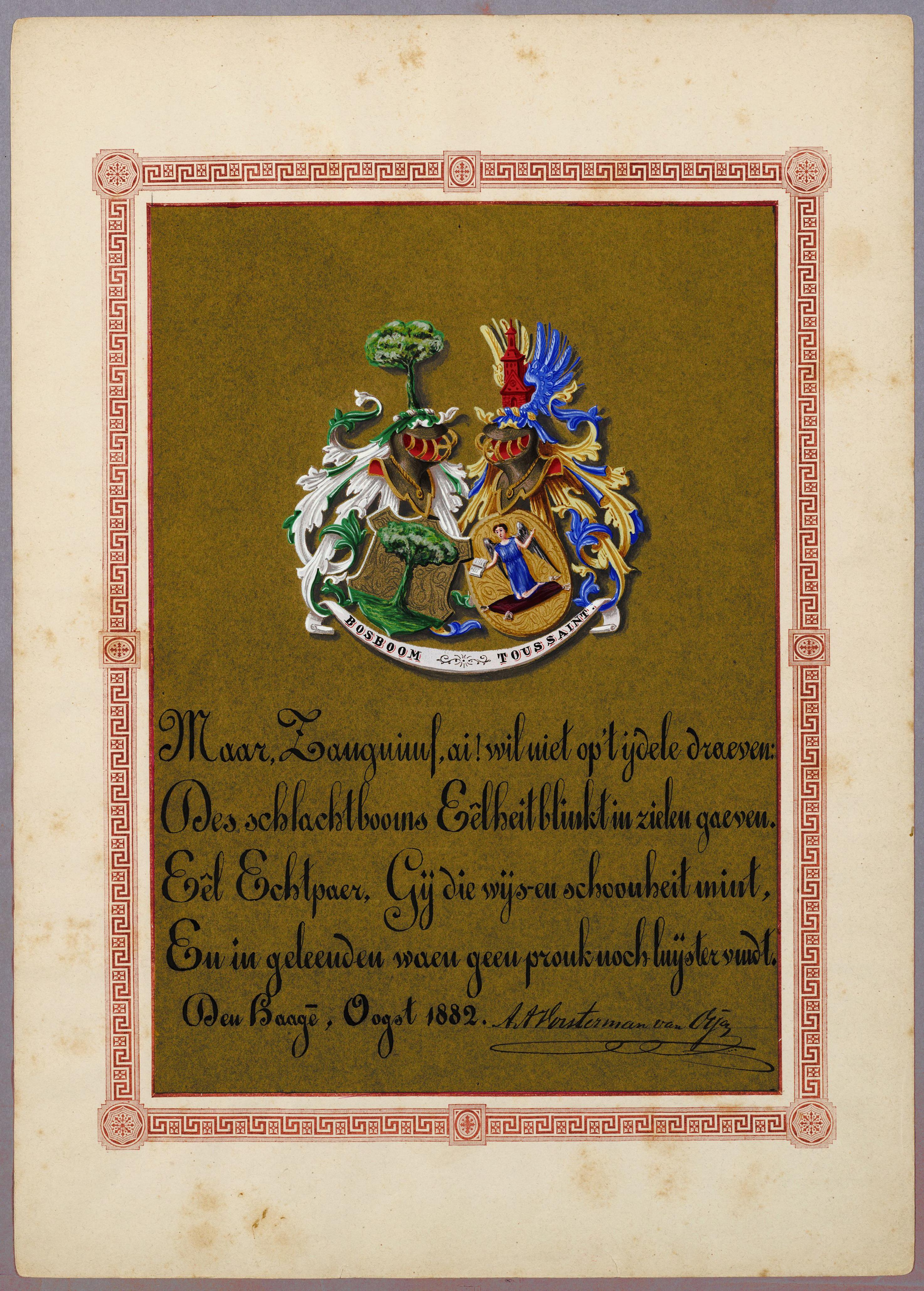
A.A. Vorsterman van Oyen
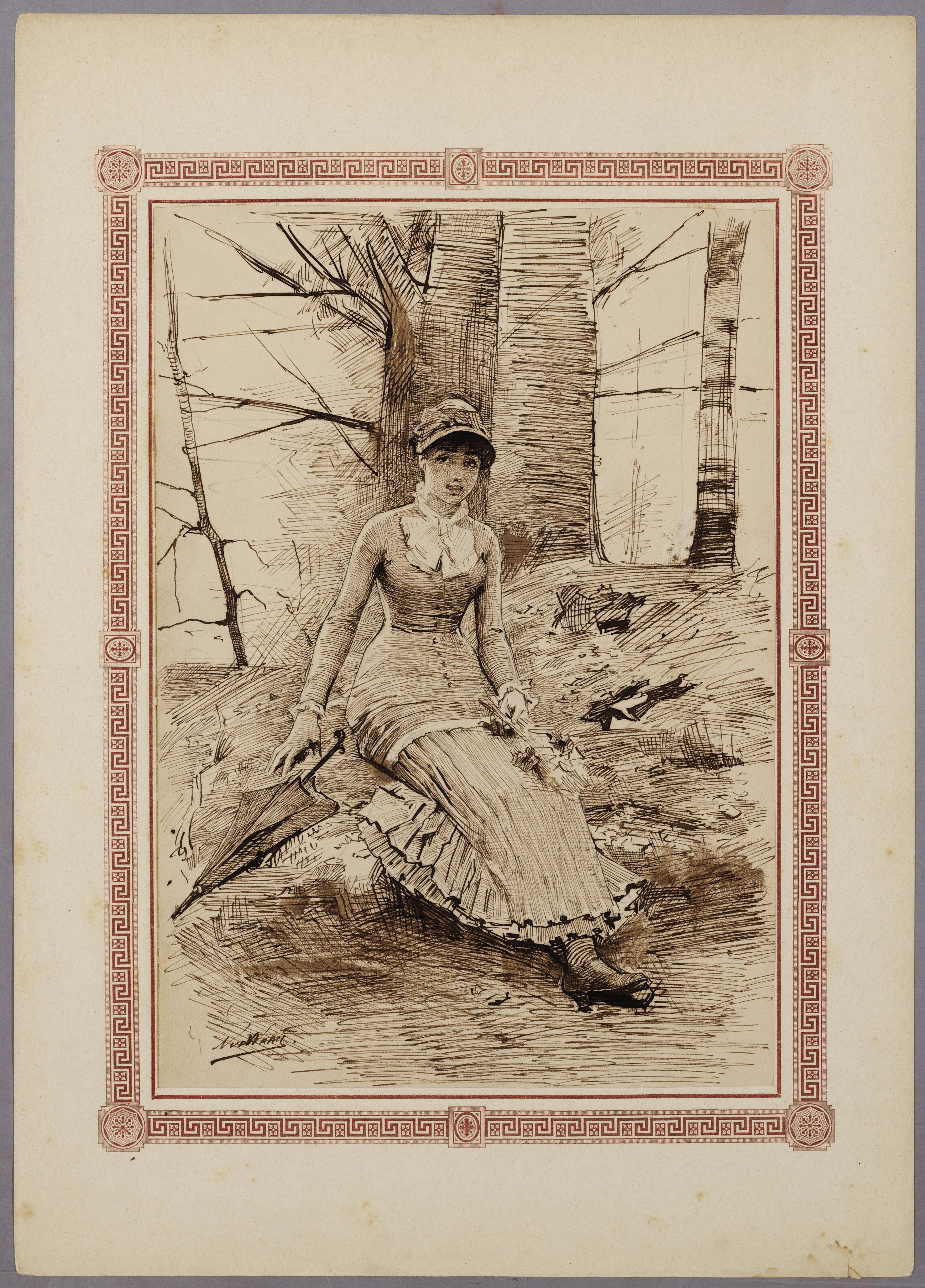
N. van der Waay
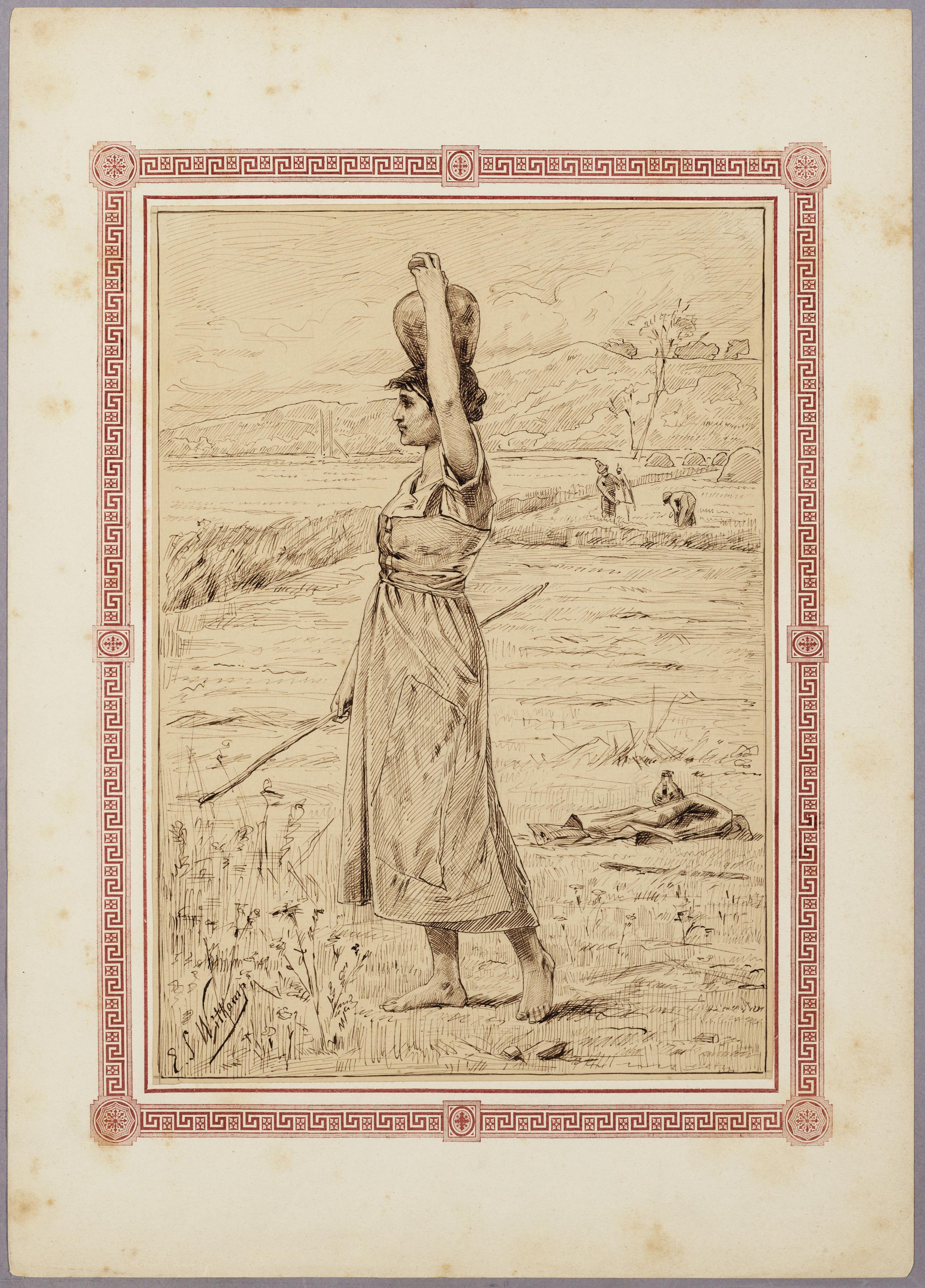
E. Witkamp
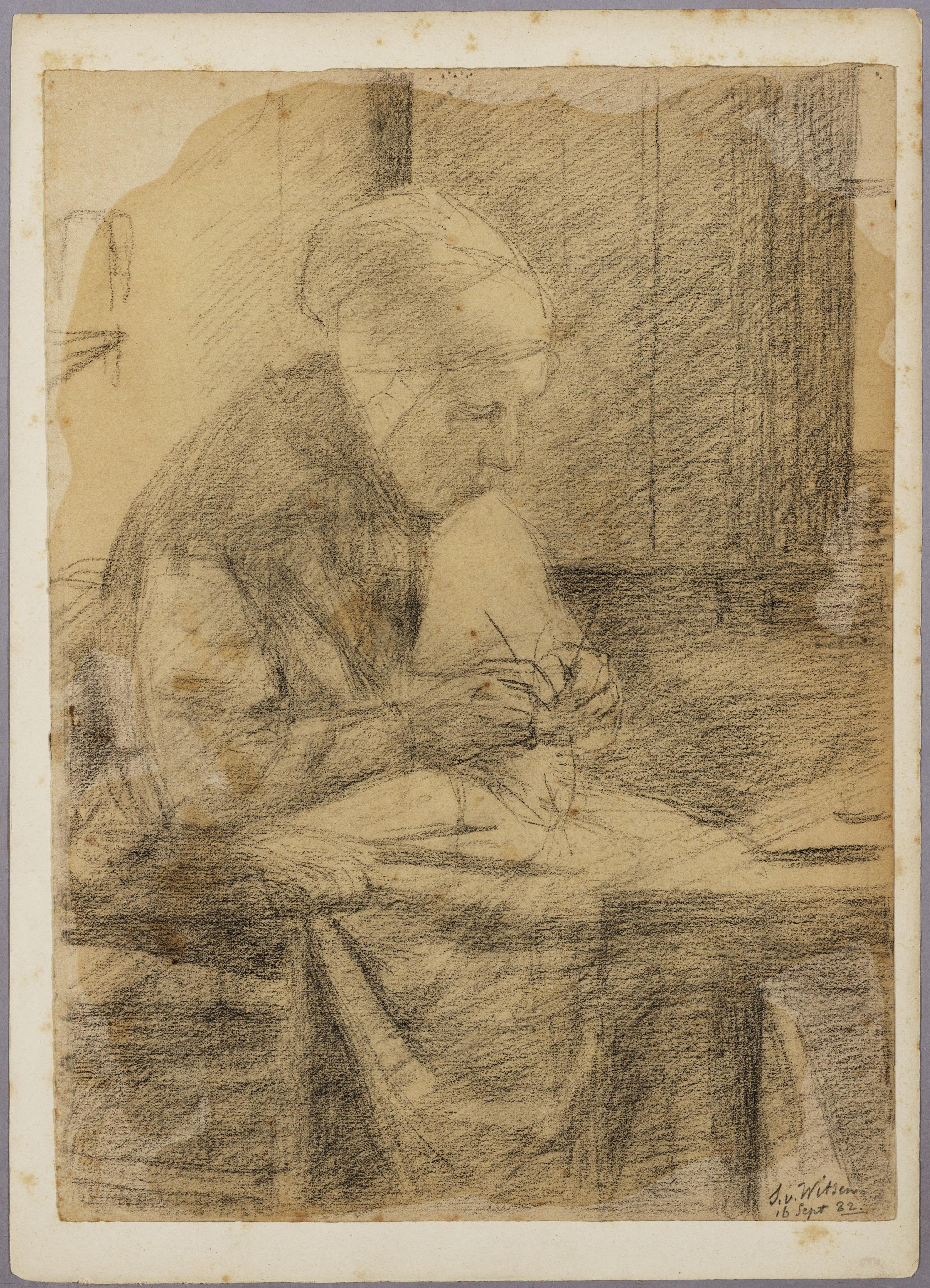
S. van Witsen
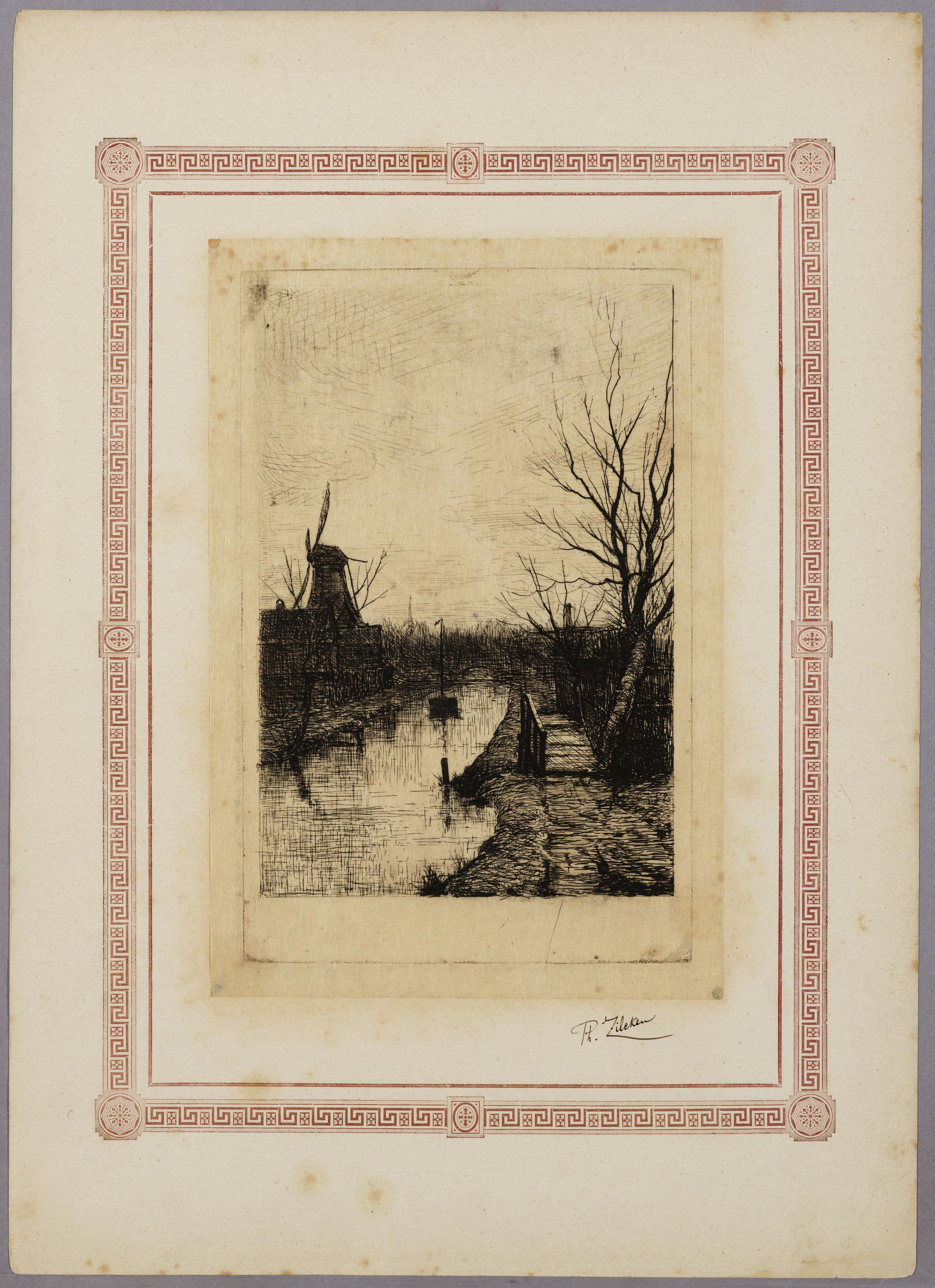
P. Zilcken

### Bijdragers (selectie)
- Joseph Alberdingk Thijm, auteur
- Lourens Alma Tadema, kunstschilder
- H.A. Amersfoordt-Dijk, componist
- Louis Apol, kunstschilder
- Johannes Christiaan d'Arnaud Gerkens, tekenaar en etser
- Adolphe Artz, kunstschilder
- August Allebé, kunstschilder
- Johanna Badon Ghijben, vertaler
- Anton Albert Beekman, geograaf
- Jan Van Beers, dichter
- Anna Behrens-Litzmann, auteur
- C.J. van Bemmel Suijck, auteur en predikant
- Johannes Warnardus Bilders, kunstschilder
- Marie Bilders-van Bosse, kunstschilder
- Christoffel Bisschop, kunstschilder
- David Bles, kunstschilder
- Bernard Blommers, kunstschilder
- Charles Boissevain, redacteur
- Jan Dirk Brinkgreve, beeldhouwer
- Jacob Leonard de Bruijn Kops, Tweede Kamerlid
- Marie Bulkley-Bekking, stichter van een kinderziekenhuis
- Isaac Marcus Calisch, lexicograaf
- Willem Pieter Candel, kunstschilder
- Theodoor Colenbrander, plateelschilder
- Adolf le Comte, kunstenaar
- Hendrik Conscience, auteur
- Mina Costerman, vertaler
- Johannes Joseph Destrée, kunstschilder
- N.B. Donkersloot, psychiater
- Maria Doolaeghe, auteur
- Willem Doorenbos, auteur en letterkundige
- Otto Eerelman, kunstschilder
- Rosier Faassen, toneelschrijver en -acteur
- H.O. Feith, archivaris en lid Provinciale Staten
- P.J.C. Gabriël, kunstschilder
- Jan Goeverneur, auteur
- Willem van Goltstein van Oldenaller, minister van koloniën
- Antoine Jean Le Gras,  toneelspeler
- Johan Conrad Greive, kunstschilder
- Antonie Grevenstuk, kalligraaf
- Pieter Alardus Haaxman, kunstschilder
- Pieter Anne Haaxman, journalist
- Jacques Hartog, musicus
- Pieter Haverkorn van Rijsewijk, hoofdredacteur NRC
- J.A.F.L. van Heeckeren, publicist
- Jan Heemskerk Azn., oud-minister van binnenlandse zaken
- Hendrik Jacob van der Heim, oud-minister van financiën
- Gerke Henkes, kunstschilder
- Johannes Hilverdink, kunstschilder
- Richard Hol, componist
- Bramine Hubrecht, kunstschilder
- F.W.N. Hugenholtz, predikant
- P.H. Hugenholtz jr., predikant en auteur
- Arnold Ising, auteur
- Isaac Israëls, kunstschilder
- Jozef Israëls, kunstschilder
- David van der Kellen (III), kunstschilder
- Gerard Keller, auteur
- Christiaan Lodewijk van Kesteren, graveur
- Maria Kleine-Gartman, actrice
- Johannes Kneppelhout, auteur
- Cornelis Eliza van Koetsveld, predikant, auteur
- Arie Cornelis Kruseman, uitgever
- E.J.C.M. de Kuijper, CdK in Limburg
- Hendrika Landré-van der Kellen, kunstschilder
- Roland Larij, kunstschilder
- Johannes Evert van Leeuwen, wapentekenaar
- Ferdinand Ernst Lintz, kunstschilder
- Johannes Matthijs Lion, lithograaf
- Antonius Josephus Madlener, kunstschilder
- Johannes Govertus de Man, bioloog
- Willem Maris, kunstschilder
- Anton Mauve, kunstschilder
- Andries Pietersz. Meeter
- H.W. Mesdag, kunstschilder
- Taco Mesdag, kunstschilder
- Sientje Mesdag-van Houten, kunstschilder
- François Pieter ter Meulen, kunstschilder
- Louise Victorine Nagel, auteur
- Willem Carel Nakken, kunstschilder
- Albert Neuhuys
- Johannes Jacobus van Oosterzee, predikant
- Timotheus Wilhelmus Ouwerkerk, kunstschilder
- Willem Pleyte, egyptoloog, conservator
- François P.L. Pollen, ontdekkingsreiziger
- Clémence Pruijs van der Hoeven, kunstschilder
- Charles Rochussen, kunstschilder
- Willem Roelofs, kunstschilder
- Margaretha Roosenboom, kunstschilder
- Fredericus van Rossum du Chattel, kunstschilder
- Philip Sadée, kunstschilder
- Gerardine van de Sande Bakhuyzen, kunstschilder
- Cornelia Scheffer, kunstschilder
- Joseph Ludovic Scheidel, kunstschilder, lithograaf
- Cornelia Scheltema-Boeke, kunstschilder
- Johan Michaël Schmidt Crans, kunstschilder
- Lina Schneider, auteur
- Hendrik Jacobus Scholten, kunstschilder
- Jan Gerard Smits, kunstschilder
- Pieter Stortenbeker, kunstschilder
- Victor de Stuers, chef afdeling Kunsten en Wetenschappen
- Paul Tétar van Elven, kunstschilder
- Hendrik Veder, kunstschilder
- Elchanon Verveer, kunstschilder
- Maurits Verveer, kunstschilder
- Johannes Gijsbert Vogel, kunstschilder
- A.A. Vorsterman van Oyen, heraldicus
- Maria Vos, kunstschilder
- Jan Vrolijk, kunstschilder
- Arnold Werumeus Buning, auteur
- P.H. Witkamp, historieschrijver, geograaf
- Salomon van Witsen, kunstschilder
- Philip Zilcken, kunstenaar en auteur

## Cassette

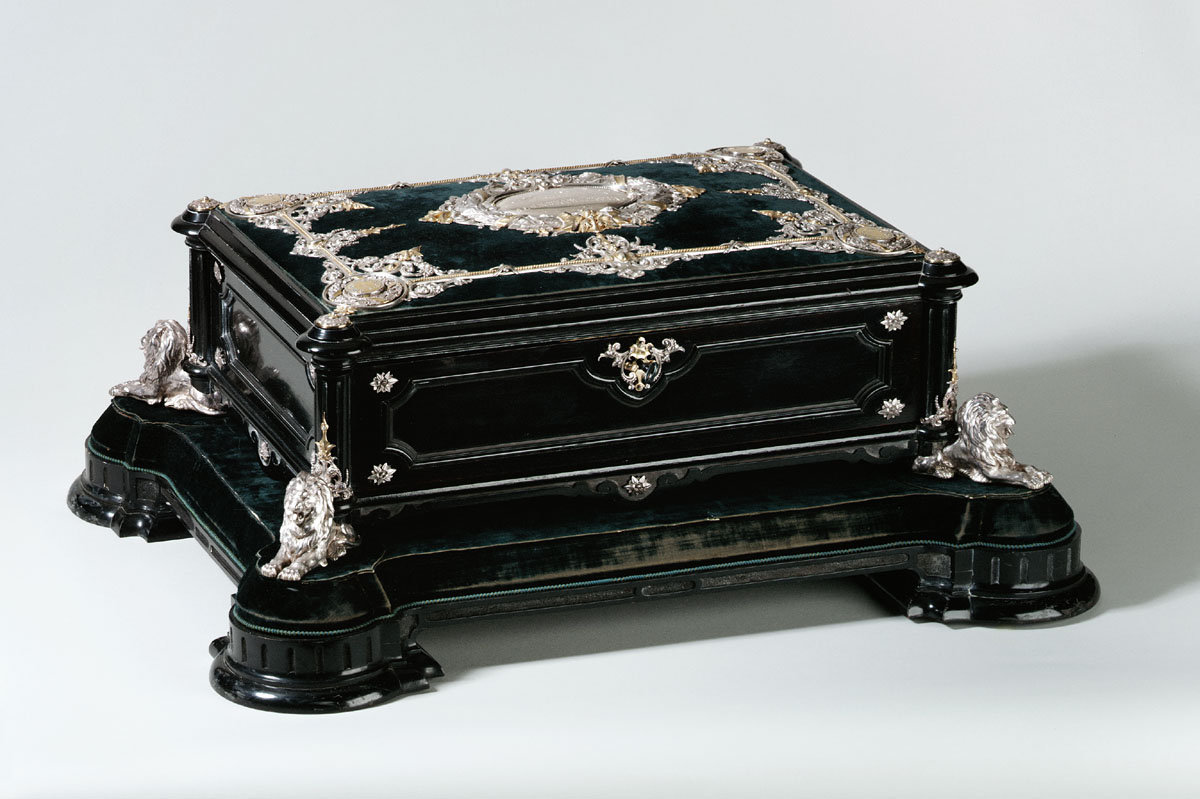
De cassette

De zwarte mahoniehouten cassette voor het Album werd gemaakt bij de Koninklijke Nederlandse Fabriek van gouden en zilveren werken J.M. van Kempen & Zonen in Voorschoten. De cassette heeft twee vakken waarin de albumbladen kunnen worden opgeborgen.
De cassette staat op een verhoogde basis, met op de vier hoeken een gecolonneerde voet, bekroond door een liggende zilveren leeuw. De deksel is versierd met deels verguld zilver. Op de hoeken zijn rozetten geplaatst, met in gouden letters de inscripties Lauernesse, Gideon Florensz, Leyeester en Majoor Frans, titels van bekende werken van Bosboom-Toussaint. Centraal op de deksel is een ovalen medaillon geplaatst, dat wordt omgeven door een lauwerkrans. De inscriptie op het medaillon luidt: Ter 70e verjaring van Mevrouw A.L.G. Bosboom Toussaint. 